# Premis Enderrock
Els Premis Enderrock - Premis de la Música Catalana són uns premis musicals que s'atorguen des de la creació de la revista Enderrock.

## Història
Els Premis Enderrock van ser creats el 1994. Inicialment es tractava d'una votació popular, i a partir de 1996 també es va incorporar una categoria amb l'opinió de la crítica. Els premiats segons la crítica són normalment notificats al fi de l'any, però tots els premis – segons la crítica i per votació popular – són atorgats a la primavera que ve.
El 1999 es van començar lliurar tot celebrant una gala que reuneix públic i sector musical. Aquesta primera gala es va celebrar per primera vegada a la barcelonina sala Bikini i va ser presentada per Ariadna Ferrer, comptant amb l'actuació de Les Pellofes Radioactives. El 2011 el lliurament de premis es va celebrar a la sala-teatre Artèria-Paral·lel, l'any 2012 a la sala Apolo de Barcelona i des del 2013 i en una aposta per la descentralització territorial, es van traslladar a Girona dins del marc 'Ciutat de festivals', en una aposta de qualitat i de continuïtat de futur. Els artistes que han rebut més premis al llarg de la seva història són Els Pets, Lax'n'Busto, Lluís Llach, Roger Mas, Els Amics de les Arts i Manel.
L'any 2018 es concediren els primers Premis Enderrock de la Música Balear, adreçats als artistes de les Illes Balears i amb la col·laboració i suport de l'Obra Cultural Balear, l'ajuntament de Palma, el Govern de les Illes Balears i els Consells Insulars de Mallorca, Menorca, Eivissa i Formentera.

## Premiats

### Premiats el 1994
| Premi                         | Per votació popular                                                                |
| ----------------------------- | ---------------------------------------------------------------------------------- |
| Millor artista                | Sau / Aerosmith                                                                    |
| Millor disc en català         | Qui ets tu? – Lax'n'Busto Contes i llegendes – Sangtraït Concert de mitjanit – Sau |
| Millor disc internacional     | Get a Grip – Aerosmith                                                             |
| Millor cançó                  | «Més que la meva sang» – Lax'n'Busto «Crying» – Aerosmith                          |
| Millor concert                | Sau / Guns'n'Roses (Estadi Olímpic, Barcelona)                                     |
| Millor videoclip              | «Les nits del Liceu» – Lax'n'Busto «Crying» – Aerosmith                            |
| Millor sala de concerts       | Zeleste (Barcelona)                                                                |
| Millor programa musical TV    | Sputnik TV (Canal 33)                                                              |
| Millor programa musical ràdio | Catacrac (Catalunya Ràdio)                                                         |

### Premiats el 1995
| Premi                         | Per votació popular                                                                   |
| ----------------------------- | ------------------------------------------------------------------------------------- |
| Milor artista                 | Sau / Aerosmith                                                                       |
| Millor disc en català         | Brut natural – Els Pets Junts de nou per primer cop – Sau Al·lucinosi – Sopa de Cabra |
| Millor disc internacional     | Unplugged in New York – Nirvana                                                       |
| Millor cançó                  | «Segon plat» – Els Pets «Always» – Bon Jovi                                           |
| Millor concert                | 20 anys de Companyia Elèctrica Dharma (Palau Sant Jordi) Roxette (Palau Sant Jordi)   |
| Millor videoclip              | «El teu estiu» – Sau «Crazy» – Aerosmith                                              |
| Millor grup revelació         | Gossos                                                                                |
| Millor sala de concerts       | Zeleste (Barcelona)                                                                   |
| Millor programa musical TV    | Sputnik TV (Canal 33)                                                                 |
| Millor programa musical ràdio | Catacrac (Catalunya Ràdio)                                                            |

### Premiats el 1996
| Premi                         | Per votació popular                                                          | Segons la crítica                                                                              |
| ----------------------------- | ---------------------------------------------------------------------------- | ---------------------------------------------------------------------------------------------- |
| Millor artista                | Lax'n'Busto / Oasis                                                          |                                                                                                |
| Millor disc                   | Moviments salvatges – Ja t'ho diré (What's the Story) Morning Glory? – Oasis |                                                                                                |
| Millor disc en català         |                                                                              | Moviments salvatges – Ja t'ho diré Esfera malheur – Ia & Batiste Triangurla – La Gran Aventura |
| Millor disc internacional     |                                                                              | (What's the Story) Morning Glory? – Oasis                                                      |
| Millor cançó                  | «Si véns » – Ja t'ho diré                                                    |                                                                                                |
| Millor concert                | Els Pets / Bon Jovi (Estadi Olímpic)                                         |                                                                                                |
| Millor videoclip              | «Nen, surt al carrer» – Lax'n'Busto «Wonderwall» – Oasis                     |                                                                                                |
| Millor grup revelació         | Glaucs                                                                       |                                                                                                |
| Millor portada de disc        | La caixa que puja i baixa – Lax'n'Busto                                      |                                                                                                |
| Millor sala de concerts       | Zeleste (Barcelona)                                                          |                                                                                                |
| Millor programa musical TV    | Sputnik TV (Canal 33)                                                        |                                                                                                |
| Millor programa musical ràdio | Catacrac (Catalunya Ràdio)                                                   |                                                                                                |

### Premiats el 1997
| Premi                         | Per votació popular                                      | Segons la crítica                                      |
| ----------------------------- | -------------------------------------------------------- | ------------------------------------------------------ |
| Millor artista                | Els Pets / Suede                                         |                                                        |
| Millor disc                   | Vine a la festa – Els Pets Roots – Sepultura             |                                                        |
| Millor disc en català         |                                                          | Glaucs – Glaucs sss... – Sopa de Cabra Lliris – Lliris |
| Millor disc internacional     |                                                          | Coming Up – Suede                                      |
| Millor cançó                  | «Núria» – Els Pets «Beautiful Ones» – Suede              |                                                        |
| Millor concert                | Els Pets (Velòdrom d'Horta) Metallica (Palau Sant Jordi) |                                                        |
| Millor videoclip              | «Flashdance» – Lliris «Hero of the Day» – Metallica      |                                                        |
| Millor grup revelació         | Glaucs / Garbage                                         |                                                        |
| Millor portada de disc        | En privat – Gossos                                       |                                                        |
| Millor sala de concerts       | Zeleste (Barcelona)                                      |                                                        |
| Millor programa musical TV    | Sputnik TV (Canal 33)                                    |                                                        |
| Millor programa musical ràdio | Catacrac (Catalunya Ràdio)                               |                                                        |

### Premiats el 1998
| Premi                               | Per votació popular                                       | Segons la crítica                                                                   |
| ----------------------------------- | --------------------------------------------------------- | ----------------------------------------------------------------------------------- |
| Millor artista pop-rock             | Els Pets / Metallica                                      |                                                                                     |
| Millor artista cançó d'autor        | Lluís Llach                                               |                                                                                     |
| Millor artista folk                 | Tralla                                                    |                                                                                     |
| Millor disc pop rock                | Bon dia – Els Pets Reload – Metallica                     |                                                                                     |
| Millor disc cançó d'autor en català | Al Palau – Raimon                                         |                                                                                     |
| Millor disc folk                    | Com l'olor de la terra molla – Tralla                     |                                                                                     |
| Millor disc en català               |                                                           | Hoquei sobre pedres – Quimi Portet Pepalallarga i ... Adrià Puntí Bondia – Els Pets |
| Millor disc internacional           |                                                           | Ok Computer – Radiohead                                                             |
| Millor cançó pop-rock               | «Bon dia» – Els Pets                                      |                                                                                     |
| Millor cançó d'autor                | «De tot cor» – Tomeu Penya                                |                                                                                     |
| Millor cançó folk                   | «Com l'olor de la terra molla» – Tralla                   |                                                                                     |
| Millor concert                      | Els Pets (Mercat de les Flors) U2 (Estadi Olímpic)        |                                                                                     |
| Millor videoclip                    | «Condemnats» – Gossos «Bitter Sweet Symphony» – The Verve |                                                                                     |
| Millor grup revelació               | Van de Kul / Dover                                        |                                                                                     |
| Millor portada de disc              | Metamorfosi – Gossos                                      |                                                                                     |
| Millor sala de concerts             | Zeleste (Barcelona)                                       |                                                                                     |
| Millor programa musical TV          | Sputnik TV (Canal 33)                                     |                                                                                     |
| Millor programa musical ràdio       | Catacrac (Catalunya Ràdio)                                |                                                                                     |
| Millor pàgina web                   |                                                           |                                                                                     |

### Premiats el 1999
| Premi                               | Per votació popular                                         | Segons la crítica                               |
| ----------------------------------- | ----------------------------------------------------------- | ----------------------------------------------- |
| Millor artista pop-rock             | Gossos / The Corrs                                          |                                                 |
| Millor artista cançó d'autor        | Lluís Llach                                                 |                                                 |
| Millor artista folk                 | Quico el Célio, el noi i el Mut de Ferreries                |                                                 |
| Millor disc pop rock                | Sí – Lax'n'Busto Depende – Jarabe de Palo                   |                                                 |
| Millor disc en català de pop-rock   |                                                             | Nou – Sopa de Cabra                             |
| Millor disc cançó d'autor en català | 9 – Lluís Llach                                             | Planeta silenci – Joan Isaac                    |
| Millor disc folk                    | Racó de món – Companyia Elèctrica Dharma                    |                                                 |
| Millor disc en català de folk       |                                                             | Balls i cançons del Pirineu – El Pont d'Arcalís |
| Millor disc internacional           |                                                             | Clandestino – Manu Chao                         |
| Millor cançó pop-rock               | «El far del sud» – Sopa de Cabra «Depende» – Jarabe de Palo |                                                 |
| Millor cançó d'autor                | «Novembre» – Lluís Llach                                    |                                                 |
| Millor cançó folk                   | «L'estudiant de Vic» – Companyia Elèctrica Dharma           |                                                 |
| Millor concert                      | Senglar Rock The Rolling Stones (Estadi Olímpic)            |                                                 |
| Millor videoclip                    | «El far del sud» – Sopa de Cabra «Depende» – Jarabe de Palo |                                                 |
| Millor grup revelació               | Fes-te Fotre / Undrop                                       |                                                 |
| Millor portada de disc              | Fes-te Fotre – Fes-te Fotre                                 |                                                 |
| Millor sala de concerts             | Sala Bikini (Barcelona)                                     |                                                 |
| Millor programa musical TV          | Sputnik TV (Canal 33)                                       |                                                 |
| Millor programa musical Ràdio       | Catacrac (Catalunya Ràdio)                                  |                                                 |

### Premiats el 2000
| Premi                               | Per votació popular                                                                    | Segons la crítica       |
| ----------------------------------- | -------------------------------------------------------------------------------------- | ----------------------- |
| Millor artista pop-rock             | Els Pets / Dover                                                                       |                         |
| Millor artista cançó d'autor        | Roger Mas                                                                              |                         |
| Millor artista folk                 | Toni Xuclà                                                                             |                         |
| Millor disc pop-rock                | Sol – Els Pets Californication – Red Hot Chili Peppers                                 |                         |
| Millor disc en català de pop-rock   |                                                                                        | Sol – Els Pets          |
| Millor disc cançó d'autor en català | Kósóvó – Lluís Llach                                                                   | Casafont – Roger Mas    |
| Millor disc folk                    | I si...? – Toni Xuclà                                                                  | I si....? – Toni Xuclà  |
| Millor disc internacional           |                                                                                        | Midnite Vultures – Beck |
| Millor cançó pop-rock               | «Fes-me un lloc al teu costat» – Pep Sala «Animal Instinct» – The Cranberries          |                         |
| Millor cançó d'autor                | «Un himne per no guanyar» – Lluís Llach                                                |                         |
| Millor cançó folk                   | «I si...?» – Toni Xuclà                                                                |                         |
| Millor concert                      | Concert homenatge a Carles Sabater (Palau Sant Jordi) The Cranberries (Estadi Olímpic) |                         |
| Millor videoclip                    | «Sota una col» – Adrià Puntí «Learn to Fly» – Foo Fighters                             |                         |
| Millor grup revelació               | Mai Toquem Junts / Smash Mouth                                                         |                         |
| Millor portada de disc              | De la nit al dia – Whiskyn's                                                           |                         |
| Millor sala de concerts             | Sala Bikini (Barcelona)                                                                |                         |
| Millor programa musical TV          | Sputnik TV                                                                             |                         |
| Millor programa musical Ràdio       | Catacrac (Catalunya Ràdio)                                                             |                         |

### Premiats el 2001
| Premi                               | Per vocació popular                                                 | Segons la crítica         |
| ----------------------------------- | ------------------------------------------------------------------- | ------------------------- |
| Millor artista pop-rock             | Lax'n'Busto / Bon Jovi                                              |                           |
| Millor artista cançó d'autor        | Titot i David Rosell                                                |                           |
| Millor artista folk                 |                                                                     |                           |
| Millor disc pop rock                | Llença't – Lax'n'Busto El viaje de Copperpot – La Oreja de Van Gogh |                           |
| Millor disc en català de pop-rock   |                                                                     | Llença't – Lax'n'Busto    |
| Millor disc cançó d'autor en català | Temps de revoltes – Lluís Llach                                     | Visca la llibertat – Sisa |
| Millor disc folk                    | Sonada! – Companyia Elèctrica Dharma                                | El disc 1 – Pomada        |
| Millor disc internacional           |                                                                     | Parachutes – Coldplay     |
| Millor cançó pop-rock               | «Llença't!» – Lax'n'Busto «It's My Life» – Bon Jovi                 |                           |
| Millor cançó d'autor                | «I tanmateix» – Lluís Llach                                         |                           |
| Millor cançó folk                   | «Batiball» – Companyia Elèctrica Dharma                             |                           |
| Millor concert                      | Senglar Rock AC/DC (Palau Sant Jordi)                               |                           |
| Millor videoclip                    | «Llença't» – Lax'n'Busto «Rock DJ» – Robin Williams                 |                           |
| Millor grup revelació               | No Nom Bé / Estopa                                                  |                           |
| Millor portada de disc              | Ridícul – Fes-te Fotre                                              |                           |
| Millor sala de concerts             | Sala Bikini (Barcelona)                                             |                           |
| Millor programa musical TV          | Sputnik TV (Canal 33)                                               |                           |
| Millor programa musical ràdio       | 100% (Catalunya Ràdio)                                              |                           |

### Premiats el 2002
| Premi                               | Per votació popular                                                 | Segons la crítica                   |
| ----------------------------------- | ------------------------------------------------------------------- | ----------------------------------- |
| Millor artista pop-rock             | Sopa de Cabra / U2                                                  |                                     |
| Millor artista cançó d'autor        | Jordi Batiste                                                       |                                     |
| Millor artista folk                 | Pomada                                                              |                                     |
| Millor disc pop-rock                | Plou i fa sol – Sopa de Cabra All that You Can't Leave Behind – U2  |                                     |
| Millor disc en català de pop-rock   |                                                                     | Respira – Els Pets                  |
| Millor disc cançó d'autor en català | Fotofòbia – Jordi Batiste                                           | En el camí de les serps – Roger Mas |
| Millor disc folk                    | Vinguem quan vulguen – Quico el Célio, el Noi i el Mut de Ferreries | Raixa – Maria del Mar Bonet         |
| Millor cançó pop-rock               | «Els teus somnis» – Sopa de Cabra «Elevation» – U2                  |                                     |
| Millor cançó d'autor                | «Això és pecat» – Tomeu Penya                                       |                                     |
| Millor cançó folk                   | «En pere Gallerí» – Pomada                                          |                                     |
| Millor concert                      | Sopa de Cabra – L'adéu (Razzmatazz) U2 (Palau Sant Jordi)           |                                     |
| Millor videoclip                    | «Els teus somnis» – Sopa de Cabra «Elevation» – U2                  |                                     |
| Millor grup revelació               | Dept. / La Cabra Mecánica                                           |                                     |
| Millor portada de disc              | Respira – Els Pets                                                  |                                     |
| Millor sala de concerts             | Razmatazz (Barcelona)                                               |                                     |
| Millor programa musical TV          | Sputnik TV (Canal 33)                                               |                                     |
| Millor programa musical ràdio       | 100% (Catalunya Cultura)                                            |                                     |
| Millor pàgina web                   | www.rockcatala.com                                                  |                                     |

### Premiats el 2003
| Premi                               | Per votació popular                            | Segons la crítica                      |
| ----------------------------------- | ---------------------------------------------- | -------------------------------------- |
| Millor artista pop-rock             | Obrint Pas / Bruce Springsteen                 |                                        |
| Millor artista cançó d'autor        | Lluís Llach                                    |                                        |
| Millor artista folk                 | Mesclat                                        |                                        |
| Millor disc pop-rock                | Terra – Obrint Pas                             | Maria – Adrià Puntí                    |
| Millor disc cançó d'autor en català | Jocs – Lluís Llach                             | Anem al llit? – Albert Pla             |
| Millor disc folk                    | Mesclat – Mesclat                              | Orgànic – Miquel Gil                   |
| Millor disc internacional           |                                                | A Rush of Blood to the Head – Coldplay |
| Millor cançó pop-rock               | «Mala cara» – Els Pets                         |                                        |
| Millor cançó d'autor                | «Neofatxes globals» – Lluís Llach              |                                        |
| Millor cançó folk                   | «Com goses?» – Mesclat                         |                                        |
| Millor concert                      | Els Pets / Bruce Springsteen                   |                                        |
| Millor videoclip                    | «Jols» – Sapo «The Rising» – Bruce Springsteen |                                        |
| Millor grup revelació               | Sapo / Avril Lavigne                           |                                        |
| Millor portada de disc              | Terra – Obrint Pas                             |                                        |
| Millor sala de concerts             | Razzmatazz (Barcelona)                         |                                        |
| Millor programa musical TV          | No n'hi ha prou (Canal 33)                     |                                        |
| Millor programa musical ràdio       | Catacrac (Catalunya Ràdio)                     |                                        |
| Millor pàgina web                   | www.rockcatala.com                             |                                        |

### Premiats el 2004
| Premi                                                       | Per votació popular                   | Segons la crítica         |
| ----------------------------------------------------------- | ------------------------------------- | ------------------------- |
| Millor artista pop-rock                                     | Lax'n'Busto                           |                           |
| Millor disc pop-rock                                        | Morfina – Lax'n'Busto                 | Go – Dusminguet           |
| Millor canço pop-rock                                       | «Per una copa» – Lax'n'Busto          |                           |
| Millor directe                                              | Lax'n'Busto                           |                           |
| Millor artista cançó d'autor en català                      | Quim Vila                             |                           |
| Millor disc cançó d'autor en català                         | Guillem de Berguedà – Títol           | Roger Mas                 |
| Millor cançó d'autor en català                              | «No ho puc sofrir» – Quim Vila        |                           |
| Millor directe cançó d'autor en català                      | Albert Pla                            |                           |
| Millor artista folk en català                               | Gadegang                              |                           |
| Millor disc folk en català                                  | El cap et bull – Gadegang             | Pantone 1505 – De Calaix  |
| Millor cançó folk en català                                 | «Si et cou es que pica» – Gadegang    |                           |
| Millor directe folk en català                               | Gadegang                              |                           |
| Millor artista o grup de pop-rock català en altres llengües | Bruce Springsteen                     |                           |
| Millor disc pop-rock català en altres llengües              | Live in Barcelona – Bruce Springsteen |                           |
| Millor disc català en altres llengües                       |                                       | Shell Kids – Sidonie      |
| Millor disc internacional                                   |                                       | Négatif – Benjamin Biolay |
| Millor cançó                                                | «Sexed Up» – Robbie Williams          |                           |

### Premiats el 2005
| Premi                                 | Per votació popular  | Segons la crítica   |
| ------------------------------------- | -------------------- | ------------------- |
| Millor artista                        | Lax'n'Busto          |                     |
| Millor grup de pop-rock               | Lax'n'Busto          |                     |
| Pop rock en altres llengües           | Pastora              |                     |
| Millor disc de l'any                  |                      | Taxi – Antònia Font |
| Millor disc de pop-rock               | Agost – Els Pets     | Taxi – Antònia Font |
| Millor disc de folk                   |                      | Katà – Miquel Gil   |
| Millor disc català en altres llengües |                      | Pastora – Pastora   |
| Millor directe de pop-rock            | Lax'n'Busto          |                     |
| Millor DVD musical                    | Amb tu – Lax'n'Busto |                     |
| Millor lletra de cançó                | «Agost» – Els Pets   |                     |
| Millor portada de disc                | S.O.S – Inadaptats   |                     |
| Millor sala de concerts               | La Mirona (Salt)     |                     |

### Premiats el 2006
| Premi                                   | Per votació popular                                   | Segons la crítica             |
| --------------------------------------- | ----------------------------------------------------- | ----------------------------- |
| Millor grup de pop-rock                 | Obrint Pas                                            |                               |
| Millor artista de cançó d'autor         | Lluís Llach & Feliu Ventura                           |                               |
| Millor grup de folk – noves músiques    | Dijous Paella                                         |                               |
| Millor artista en llengua no catalana   | Pastora                                               |                               |
| Millor disc de l'any                    |                                                       | Mística domèstica – Roger Mas |
| Millor disc de pop-rock                 | En moviment! – Obrint Pas                             | La matrona – Refree           |
| Millor disc de cançó d'autor            | Que no s'apague la llum – Lluís Llach & Feliu Ventura | Mística domèstica – Roger Mas |
| Millor disc de folk                     |                                                       | Cor de porc – L'ham de Foc    |
| Millor disc de folk – noves músiques    | Dijous Paella – Dijous Paella                         |                               |
| Millor directe de pop-rock              | Obrint Pas                                            |                               |
| Millor directe de cançó d'autor         | Lluís Llach & Feliu Ventura                           |                               |
| Millor directe de folk – noves músiques | Dijous Paella                                         |                               |

### Premiats el 2007
| Premi                                   | Per votació popular                                       | Segons la crítica                       |
| --------------------------------------- | --------------------------------------------------------- | --------------------------------------- |
| Millor disc de pop-rock                 | Batiscafo Katiuskas – Antònia Font                        | Amb lletra petita – Conxita             |
| Millor cançó de pop-rock                | «Seguirem sommiant» – Sopa de Cabra                       |                                         |
| Millor grup de pop-rock                 | Antònia Font                                              |                                         |
| Millor directe de pop-rock              | Els Pets (L'Auditori, 23.11.2006)                         |                                         |
| Millor disc de cançó d'autor            | Alfabets de futur – Feliu Ventura                         | Noh iha crisi – Canimas                 |
| Millor cançó d'autor                    | «Alacant – per interior» – Feliu Ventura                  |                                         |
| Millor artista de cançó d'autor         | Feliu Ventura                                             |                                         |
| Millor directe de cançó d'autor         | Feliu Ventura (L'Auditori)                                |                                         |
| Millor disc de folk – noves músiques    | Envit a vares – Al Tall                                   |                                         |
| Millor disc de folk                     |                                                           | Andròmines – Eduard Iniesta             |
| Millor grup de folk – noves músiques    | Al Tall                                                   |                                         |
| Millor directe de folk – noves músiques | Companyia Elèctrica Dharma (El joc de la cobla i el rock) |                                         |
| Millor cançó de folk – noves músiques   | «Tombar-me al teu costat» – Xerramequ Tiqui Miquis        |                                         |
| Millor grup revelació                   | Plouen Catximbes                                          |                                         |
| Millor artista en llengua no catalana   | Beth                                                      |                                         |
| Millor disc català en altres llengües   |                                                           | We Push, You Pull – Unfinished Sympathy |
| Millor lletra de cançó en català        | «Jo faig cançons» – Jofre Bardagí                         |                                         |
| Millor videoclip                        | «Wa yeah!» – Antònia Font                                 |                                         |
| Millor portada de disc                  | Clavell Morenet – La Troba Kung-Fú                        |                                         |
| Millor sala de concerts                 | Sala Bikini (Barcelona)                                   |                                         |
| Millor web                              | www.obrintpas.com                                         |                                         |
| Millor DVD                              | Cremem les nostres naus! – Inadaptats                     |                                         |

### Premiats el 2008
| Premi                                 | Per votació popular                   | Segons la crítica                                     |
| ------------------------------------- | ------------------------------------- | ----------------------------------------------------- |
| Millor artista pop-rock               | Gossos                                |                                                       |
| Millor disc de pop-rock               | Oxigen – Gossos                       | Com anar al cel i tornar – Els Pets                   |
| Millor cançó pop-rock                 | «Mai més» – Víctor                    |                                                       |
| Millor directe pop rock               | Obrint Pas                            |                                                       |
| Millor artista cançó d'autor          | Cesk Freixas                          |                                                       |
| Millor disc cançó d'autor             | Treu banya – Gerard Quintana          | Temps i rellotge – Sanjosex                           |
| Millor cançó d'autor                  | «Tirar a matar» – Òscar Briz          |                                                       |
| Millor directe cançó d'autor          | Concert de comiat – Lluís Llach       |                                                       |
| Millor artista folk                   | La Carrau                             |                                                       |
| Millor disc folk                      | Dins la taifa – La Carrau             | Els amants de Lilith – Lídia Pujol                    |
| Millor cançó folk                     | «Tinc una pena» – Miquel Gil          |                                                       |
| Millor directe folk                   | Xazzar                                |                                                       |
| Millor artista en altres llengües     | Sidonie                               |                                                       |
| Millor disc català en altres llengües |                                       | Cuentos chinos para niños del Japón – Love of Lesbian |
| Millor grup revelació                 | Teràpia de Shock                      |                                                       |
| Millor portada                        | Benvinguts al paradís – Obrint Pas    |                                                       |
| Millor videoclip                      | «Corren» – Gossos                     |                                                       |
| Millor lletra de cançó                | «Com anar al cel i tornar» – Els Pets |                                                       |
| Millor web musical                    | www.laxnbusto.com                     |                                                       |
| Millor sala de concerts               | Salo Apolo (Barcelona)                |                                                       |

### Premiats el 2009
| Premi                                   | Per votació popular                                   | Segons la crítica                         |
| --------------------------------------- | ----------------------------------------------------- | ----------------------------------------- |
| Millor disc de l'any                    |                                                       | Les cançons tel·lúriques – Roger Mas      |
| Millor disc de pop-rock                 | M'agrada sentir el que tu sents – Miquel Abras        | Els millors professors europeus - Manel   |
| Millor cançó de pop-rock                | «Que boig el món» – Lax'n'Busto                       |                                           |
| Millor grup de pop-rock                 | Miquel Abras                                          |                                           |
| Millor directe de pop-rock              | Lax'n'Busto                                           |                                           |
| Millor disc de cançó d'autor            | Teoria del caos – Pau Alabajos                        | Asincronia – Òscar Briz                   |
| Millor cançó d'autor                    | «Pel seu nom» – Albert Fibla                          |                                           |
| Millor artista de cançó d'autor         | Pau Alabajos                                          |                                           |
| Millor directe de cançó d'autor         | Albert Pla                                            |                                           |
| Millor disc de folk                     |                                                       | Les cançons tel·lúriques – Roger Mas      |
| Millor disc de folk – noves músiques    | Oco! – Quico el Célio, el Noi i el Mut de Ferreries   |                                           |
| Millor cançó de folk – noves músiques   | «Oco!» – Quico el Célio, el Noi i el Mut de Ferreries |                                           |
| Millor grup de folk – noves músiques    | Quico el Célio, el Noi i el Mut de Ferreries          |                                           |
| Millor directe de folk – noves músiques | Roger Mas a l'altaveu de Sant Boi                     |                                           |
| Millor grup revelació                   | Manel                                                 |                                           |
| Millor disc català en altres llengües   |                                                       | A propósito de Garfunkel – The New Raemon |
| Millor artista en llengua no catalana   | Albert Pla                                            |                                           |
| Millor lletra de cançó en català        | «Amb tu sóc jo» – Miquel Abras                        |                                           |
| Millor videoclip                        | «L'art de la guerra» – Eina                           |                                           |
| Millor portada de disc                  | Objectiu: La Lluna – Lax'n'Busto                      |                                           |
| Millor sala de concerts                 | La Mirona (Salt)                                      |                                           |
| Millor web                              | www.terapiadeshock.com                                |                                           |
| Millor DVD                              | A l'Auditori – 15 anys – Gossos                       |                                           |

### Premiats el 2010
| Premi                                   | Per votació popular                                       | Segons la crítica                                |
| --------------------------------------- | --------------------------------------------------------- | ------------------------------------------------ |
| Millor disc de l'any                    |                                                           | Bed & Breakfast – Els Amics de les Arts          |
| Millor artista                          |                                                           | Quimi Portet                                     |
| Millor disc de pop-rock                 | A cada passa – At Versaris                                | Eufòria 5 – Esperança 0 – Mazoni                 |
| Millor cançó de pop-rock                | «Vitralls» – Whiskyn's                                    |                                                  |
| Millor grup de pop-rock                 | La Pegatina                                               |                                                  |
| Millor directe de pop-rock              | Manel                                                     |                                                  |
| Millor disc de cançó d'autor            | Deterratenterratl – Gerard Quintana                       | Bed & Breakfast – Els Amics de les Arts          |
| Millor cançó d'autor                    | «L'home que treballa fent de gos» – Els Amics de les Arts |                                                  |
| Millor artista de cançó d'autor         | Cesk Freixas                                              |                                                  |
| Millor directe de cançó d'autor         | Els Amics de les Arts                                     |                                                  |
| Millor disc de folk                     |                                                           | Te'n cantaré més de mil – Pep Gimeno 'Botifarra' |
| Millor disc de folk – noves músiques    | Te'n cantaré més de mil – Pep Gimeno 'Botifarra'          |                                                  |
| Millor grup de folk – noves músiques    | Pep Gimeno 'Botifarra'                                    |                                                  |
| Millor directe de folk – noves músiques | Al Tall                                                   |                                                  |
| Millor cançó de folk – noves músiques   | «Cant de batre» – Pep Gimeno 'Botifarra'                  |                                                  |
| Millor grup revelació                   | Els Amics de les Arts                                     |                                                  |
| Millor disc català en altres llengües   |                                                           | Now! – The Pepper Pots                           |
| Millor artista en llengua no catalana   | Love of Lesbian                                           |                                                  |
| Millor lletra de cançó en català        | «L'home que treballa fent de gos» – Els Amics de les Arts |                                                  |
| Millor videoclip                        | «Je t'aime» – Anna Roig i L'Ombre de Ton Chien            |                                                  |
| Millor portada de disc                  | Bed & Breakfast – Els Amics de les Arts                   |                                                  |
| Millor sala de concerts                 | Sala Apolo + La [2] (Barcelona)                           |                                                  |
| Millor web                              | www.lapegatina.com                                        |                                                  |

### Premiats el 2011
| Premi                                 | Per votació popular                                                  | Segons la crítica               |
| ------------------------------------- | -------------------------------------------------------------------- | ------------------------------- |
| Millor disc de l'any                  |                                                                      | Ordre i aventura – Mishima      |
| Millor artista                        |                                                                      | Els Pets                        |
| Millor disc de pop-rock               | Fràgil – Els Pets                                                    | Ordre i aventura – Mishima      |
| Millor cançó de pop-rock              | «Flor de primavera» – La Troba Kung-Fú                               |                                 |
| Millor artista de pop-rock            | Els Pets                                                             |                                 |
| Millor directe de pop-rock            | Els Amics de les Arts                                                |                                 |
| Millor artista cançó d'autor          | Sanjosex                                                             |                                 |
| Millor disc cançó d'autor             | Al marge d'un camí – Sanjosex                                        | Al marge d'un camí – Sanjosex   |
| Millor directe cançó d'autor          | Cesk Freixas                                                         |                                 |
| Millor cançó d'autor                  | «L'últim adéu» – Miquel Abras                                        |                                 |
| Millor artista folk                   | La Carrau                                                            |                                 |
| Millor disk folk                      | Lo Carrilet de la Cava i les cançons de Josep Bo – Diversos Artistes | In Fabula – Kaulakau            |
| Millor cançó folk                     | «Ara que et miro» – La Carrau                                        |                                 |
| Millor directe folk                   | Pep Gimeno "Botifarra"                                               |                                 |
| Millor disc de jazz                   |                                                                      | Tangram – Manel Camp            |
| Millor grup revelació                 | La Iaia                                                              | Estúpida Erikah                 |
| Millor disc català en altres llengües |                                                                      | Adelante Bonaparte – Standstill |
| Millor artista en llengua no catalana | Love of Lesbian                                                      |                                 |
| Millor lletra de cançó en català      | «Tot torna a començar» – Mishima                                     |                                 |
| Millor videoclip                      | «L'home que treballa fent de gos» – Els Amics de les Arts            |                                 |
| Millor DVD o documental musical       | Cançons a la vora del pop                                            |                                 |
| Millor portada de disc                | Segueix-me el fil – Beth                                             |                                 |
| Millor sala de concerts               | Palau de la Música Catalana (Barcelona)                              |                                 |
| Millor web                            | www.elsamicsdelesarts.cat                                            |                                 |

### Premiats el 2012
| Any                                     | Per votació popular                                                                                 | Segons la crítica                             |
| --------------------------------------- | --------------------------------------------------------------------------------------------------- | --------------------------------------------- |
| Millor disc de l'any                    | | 10 milles per veure una bona armadura – Manel |
| Millor artista                          | | Antònia Font                                  |
| Millor disc de pop-rock                 | 10 milles per veure una bona armadura – Manel                                                       | 10 milles per veure una bona armadura – Manel |
| Millor cançó de pop-rock                | «Benvolgut» – Manel                                                                                 |                                               |
| Millor artista de pop-rock              | Obrint Pas                                                                                          |                                               |
| Millor directe de pop-rock              | La Pegatina                                                                                         |                                               |
| Millor disc de cançó d'autor            | Bigoti vermell – Anna Roig i L'ombre de ton chien                                                   | Producte interior brut, vol 1 – Joan Colomo   |
| Millor cançó d'autor                    | «El carrer dels jocs florals» – Joan Masdéu                                                         |                                               |
| Millor grup de cançó d'autor            | Cesk Freixas                                                                                        |                                               |
| Millor directe de cançó d'autor         | Anna Roig i L'ombre de ton chien                                                                    |                                               |
| Millor disc de folk                     | | El paradís de les paraules – Carles Dénia     |
| Millor disc de folk – noves músiques    | La barraca – Quico el Célio, el Noi i el Mut de Ferreries + Pep Gimeno 'Botifarra'                  |                                               |
| Millor artista de folk – noves músiques | Quico el Célio, el Noi i el Mut de Ferreries + Pep Gimeno 'Botifarra'                               |                                               |
| Millor directe de folk – noves músiques | Terratombats                                                                                        |                                               |
| Millor cançó de folk – noves músiques   | «Havanera de canyes i fang» – Quico el Célio, el Noi i el Mut de Ferreries + Pep Gimeno 'Botifarra' |                                               |
| Millor grup revelació                   | Amelie                                                                                              | La Iaia                                       |
| Millor disc català en altres llengües   | | Eric Fuentes & El Mal – Eric Fuentes          |
| Millor artista en llengua no catalana   | Estopa                                                                                              |                                               |
| Millor lletra de cançó en català        | «Jenifer» – Els Catarres                                                                            |                                               |
| Millor videoclip                        | «Aniversari» – Manel                                                                                |                                               |
| Millor DVD o documental musical         | El retorn – Sopa de Cabra                                                                           |                                               |
| Millor portada de disc                  | Coratge – Obrint Pas                                                                                |                                               |
| Millor sala de concerts                 | Sala Apolo (Barcelona)                                                                              |                                               |

### Premiats el 2013
| Premi                                   | Per votació popular                                                                                               | Segons la crítica                                             |
| --------------------------------------- | --- | ------------------------------------------------------------- |
| Millor disc de l'any                    | | Roger Mas i la Cobla Sant Jordi – Ciutat de Barcelona         |
| Millor artista                          | | Sílvia Pérez Cruz                                             |
| Millor disc de pop-rock                 | Benvinguts al llarg viatge – Txarango                                                                             | L'amor feliç – Mishima                                        |
| Millor cançó de pop-rock                | «Fil de llum» – Andreu Rifé                                                                                       |                                                               |
| Millor artista de pop-rock              | Els Amics de les Arts                                                                                             |                                                               |
| Millor directe de pop-rock              | Txarango |                                                               |
| Millor disc de cançó d'autor            | Tocats pel foc – Cesk Freixas                                                                                     | Oh My Love – Quimi Portet                                     |
| Millor cançó de cançó d'autor           | «L'Empordà se'ns crema» – Miquel Abras i Cesk Freixas                                                             |                                                               |
| Millor grup de cançó d'autor            | Cesk Freixas |                                                               |
| Millor directe de cançó d'autor         | Cesk Freixas |                                                               |
| Millor disc de folk                     | | Roger Mas i la Cobla Sant Jordi – Ciutat de Barcelona         |
| Millor disc de folk – noves músiques    | Aires de primavera – Terratombats                                                                                 |                                                               |
| Millor artista de folk – noves músiques | Roger Mas i la Cobla Sant Jordi – Ciutat de Barcelona                                                             |                                                               |
| Millor directe de folk – noves músiques | Roger Mas i la Cobla Sant Jordi – Ciutat de Barcelona                                                             |                                                               |
| Millor cançó de folk – noves músiques   | «El dolor de la bellesa» – Roger Mas i la Cobla Sant Jordi – Ciutat de Barcelona                                  |                                                               |
| Millor grup o solista de jazz           | Andrea Motis & Joan Chamorro Quintet                                                                              |                                                               |
| Millor disc de jazz                     | A Marte otra vez – Gorka Benitez & David Xirgu                                                                    | Mode Joe Vol. 2 – Nelson Project                              |
| Millor nova proposta de jazz            | Estrada do sol – Luna Cohen                                                                                       |                                                               |
| Millor directe de jazz                  | Andrea Motis & Joan Chamorro Quintet                                                                              |                                                               |
| Millor grup o solista de clàssica       | Enric Martínez – Castignani                                                                                       |                                                               |
| Millor disc de clàssica                 | Jeanne d'Arc. Batailles prisons – Jordi Savall, Montserrat Figueras, Hespèrion XXI, La Capella Reial de Catalunya | Impressions líriques, d'Eduard Toldrà – OBC. Antoni Ros-Marbà |
| Millor nova proposta de clàssica        | Anna Puig |                                                               |
| Millor directe de clàssica              | Jordi Savall |                                                               |
| Millor directe de pop-rock              | Txarango |                                                               |
| Millor grup revelació                   | Macaco | Txarango                                                      |
| Millor disc català en altres llengües   | | Tinieblas, por fin – The New Raemon                           |
| Millor artista en llengua no catalana   | Bongo Botrako |                                                               |
| Millor lletra de cançó en català        | «Louisiana o els camps de cotó» – Els Amics de les Arts                                                           |                                                               |
| Millor videoclip                        | «Monsieur Cousteau» – Els Amics de les Arts                                                                       |                                                               |
| Millor DVD o documental musical         | Camp del Barça. 6 de juliol de 1985 + Mai no ha mancat el teu alè – Lluís Llach                                   |                                                               |
| Millor portada de disc                  | L'origen de les absències – Nyandú                                                                                |                                                               |
| Millor sala de concerts                 | La Mirona (Salt)                                                                                                  |                                                               |
| Millor pàgina web                       | elsamicsdelesarts.cat                                                                                             |                                                               |

### Premiats el 2014
| Premi                                 | Per votació popular                                            | Segons la crítica                                 |
| ------------------------------------- | -------------------------------------------------------------- | ------------------------------------------------- |
| Millor disc de l'any                  |                                                                | Santalegria – La Troba Kung-Fú                    |
| Millor disc de pop-rock               | Postals – Els Catarres                                         | L'àrea petita – Els Pets                          |
| Millor cançó de pop-rock              | «Vull estar amb tu» – Els Catarres                             |                                                   |
| Millor disc de cançó d'autor          | La figura del buit – El Petit de Cal Eril                      | La figura del buit – El Petit de Cal Eril         |
| Millor cançó de cançó d'autor         | «L'Empordà se'ns crema» – Miquel Abras i Cesk Freixas          |                                                   |
| Millor disc de folk                   |                                                                | Santalegria – La Troba Kung-Fú                    |
| Millor disc de folk – noves músiques  | La palla va cara – Ebri Knight                                 |                                                   |
| Millor disc de jazz                   |                                                                | My Friend Marko – Marco Mezquida Trío             |
| Millor disc de clàssica               |                                                                | La guitarra dels lleons – Xavier Díaz-Latorre     |
| Millor artista                        | Els Catarres                                                   | Manel                                             |
| Millor grup revelació                 | Oques Grasses                                                  | Súper Gegant                                      |
| Millor disc català en altres llengües |                                                                | Sometimes too much ain't enough – The Excitements |
| Millor artista en llengua no catalana | Bongo Botrako                                                  |                                                   |
| Millor directe                        | Obrint Pas                                                     |                                                   |
| Millor lletra de cançó en català      | «Vull estar amb tu» – Els Catarres                             |                                                   |
| Millor videoclip                      | «Bicicletes» – Blaumut                                         |                                                   |
| Millor DVD o documental musical       | Tenim dret a fer l'animal - en directe – Els Amics de les Arts |                                                   |
| Millor portada de disc                | Postals – Els Catarres                                         |                                                   |
| Millor sala de concerts               | Stroika (Manresa)                                              |                                                   |

### Premiats el 2015
| Premi                                        | Per votació popular                                                  | Segons la crítica                                |
| -------------------------------------------- | -------------------------------------------------------------------- | ------------------------------------------------ |
| Millor disc de l'any                         |                                                                      | El poder del voler – Senior i el Cor Brutal      |
| Millor disc de pop-rock                      | Som riu – Txarango                                                   | On és la màgia? – La Iaia                        |
| Millor cançó de pop-rock                     | «Ja no ens passa» – Els Amics de les Arts                            |                                                  |
| Millor disc de cançó d'autor                 | Granada – Sílvia Pérez Cruz & Raül Fernàndez Miró                    |                                                  |
| Millor cançó de cançó d'autor                | «On seràs demà?» – Joan Dausà                                        |                                                  |
| Millor disc de folk – noves músiques:        | Una terra sense mapa – Toni Xuclà La rumba ebrenca – Lo Gitano Blanc |                                                  |
| Millor disc infantil / per a públic familiar | El Petit Príncep                                                     |                                                  |
| Millor artista                               | Txarango                                                             | Txarango                                         |
| Millor grup revelació                        | Bonobos                                                              | Zoo                                              |
| Millor disc català en altres llengües        |                                                                      | Dear Great Canyon – Joana Serrat                 |
| Millor artista en llengua no catalana        | Love of Lesbian                                                      |                                                  |
| Millor directe                               | Txarango                                                             |                                                  |
| Millor lletra de cançó en català             | «Compta amb mi» – Txarango                                           |                                                  |
| Millor videoclip                             | «Sexy» – Oques Grasses                                               |                                                  |
| Millor DVD o documental musical              | Protesta – Cesk Freixas                                              |                                                  |
| Millor portada de disc                       | Ja no ens passa – Els Amics de les Arts                              |                                                  |
| Millor sala de concerts                      | La Mirona (Salt)                                                     |                                                  |
| Millor disc de jazz                          | Joan Chamorro presenta la màgia de la veu – Joan Chamorro            | Vertebrats – David Mengual Free Spirits Big Band |
| Millor nova proposta de jazz                 | Joan Chamorro presenta Rita Payés – Joan Chamorro i Rita Payés       |                                                  |
| Millor disc de clàssica                      | Araguaia – Carles Casas                                              | Mompou Songs – Roger Padullés                    |
| Millor nova proposta de clàssica             | Orquestra del Montsalvat                                             |                                                  |

### Premiats el 2016
Per votació popular
| Premi                                 | Premiat                                              |
| ------------------------------------- | ---------------------------------------------------- |
| Millor disc de pop-rock               | Big Bang - Els Catarres                              |
| Millor cançó de pop-rock              | Música naix de la ràbia - Aspencat                   |
| Millor disc de cançó d'autor          | Si canto enrere - Gemma Humet                        |
| Millor cançó de cançó d'autor         | Ella té un cel als ulls - Roger Mas                  |
| Millor disc de folk – noves músiques  | Foc - Ebri Knight                                    |
| Millor cançó de folk                  | Foc - Ebri Knight                                    |
| Millor artista                        | Blaumut                                              |
| Millor artista revelació              | Joan Rovira                                          |
| Millor artista en llengua no catalana | La Raíz                                              |
| Millor directe                        | Txarango                                             |
| Millor lletra de cançó en català      | En peu de guerra - Els Catarres                      |
| Millor videoclip                      | Música naix de la ràbia - Aspencat                   |
| Millor DVD o documental musical       | 10 anys - Els Amics de les Arts                      |
| Millor portada de disc                | Big Bang - Els Catarres                              |
| Millor sala de concerts               | Sala Apolo                                           |
| Millor disc de jazz                   | The Heart of Jazz - Toni Solà                        |
| Millor disc de música clàssica        | Les éléments - Jordi Savall i Le Concert des Nations |
| Millor disc infantil                  | Arkandú - El Club Super 3                            |

Segons la crítica
| Premi                                 | Premiat                                                                     |
| ------------------------------------- | --------------------------------------------------------------------------- |
| Millor disc de l'any                  | La clau de girar el taller - Adrià Puntí                                    |
| Millor artista                        | Obeses                                                                      |
| Millor disc de pop-rock               | La rosada - Xarim Aresté                                                    |
| Millor disc català en altres llengües | Bird Eyes - Núria Graham                                                    |
| Millor grup revelació                 | Trau                                                                        |
| Millor disc de jazz                   | And Now for Something Completely Different (Fresh Sound) - Gabriel Amargant |
| Millor disc de clàssica               | La viola d'or                                                               |
| Millor disc de folk                   | Pau Figueres - Pau Figueres                                                 |

### Premiats el 2017
Per votació popular
| Premi                             | Premiat                                                                |
| --------------------------------- | ---------------------------------------------------------------------- |
| Millor disc de pop-rock           | You Poni – Oques Grasses                                               |
| Millor cançó de pop-rock          | «Ara» – Doctor Prats                                                   |
| Millor disc de cançó d'autor      | La festa final – Joan Dausà                                            |
| Millor cançó de cançó d'autor     | «Mireia» – Judit Neddermann                                            |
| Millor disc de folk               | Descalces – Roba Estesa                                                |
| Millor cançó de folk              | «Viu» – Roba Estesa                                                    |
| Millor disc per a públic familiar | Tots som súpers! – Club Super3                                         |
| Millor artista                    | Manel                                                                  |
| Grup revelació                    | Roba Estesa                                                            |
| Millor artista en altres llengües | Love of Lesbian                                                        |
| Millor directe                    | Els Catarres                                                           |
| Millor videoclip                  | «Barcelona s'il·lumina» – Buhos                                        |
| Millor sala de concerts           | La Mirona (Salt)                                                       |
| Millor disc de jazz               | Be Here Now: Un tribut a George Harrison – Barcelona Gospel Messengers |
| Millor disc de música clàssica    | Tossudament Llach – La Simfònica de Cobla i Corda de Catalunya         |

Segons la crítica
| Premi                                | Premiat                                                |
| ------------------------------------ | ------------------------------------------------------ |
| Millor disc de l'any                 | Malalts de cel – Jaume Sisa i Mestres                  |
| Millor artista                       | Love of Lesbian                                        |
| Millor disc de pop-rock              | Jo competeixo – Manel                                  |
| Millor disc de cançó d'autor         | Ós bipolar – Quimi Portet                              |
| Millor disc de folk                  | Cántut – Belda & Sanjosex                              |
| Millor disc de clàssica              | Portrait – Quartet Gerhard                             |
| Millor disc de jazz                  | M A P – Marco Mezquida, Ernesto Aurignac i Ramon Prats |
| Millor disc revelació                | Descalces – Roba Estesa                                |
| Millor disc català en altres lengües | Chinook Wind – Maika Makovski                          |

### Premiats el 2018
Per votació popular
| Premi                                 | Premiat                                                               |
| ------------------------------------- | --------------------------------------------------------------------- |
| Millor disc de pop-rock               | El cor de la terra – Txarango                                         |
| Millor cançó de pop-rock              | «Una lluna a l'aigua» – Txarango                                      |
| Millor disc de cançó d'autor          | Encara tenim temps – Joan Rovira                                      |
| Millor cançó de cançó d'autor         | «Després de tot» – Manu Guix                                          |
| Millor disc de folk                   | Cridarem foc! – Ebri Knight                                           |
| Millor cançó de folk                  | «No tinc diners» – Quico el Célio, el Noi i el Mut de Ferreries       |
| Millor disc per a públic familiar     | Estic contenta! – Macedònia                                           |
| Millor artista                        | Txarango                                                              |
| Millor artista revelació              | Porto Bello                                                           |
| Millor artista en llengua no catalana | Love of Lesbian                                                       |
| Millor directe                        | Txarango                                                              |
| Millor videoclip                      | «El cap per avall» – Zoo                                              |
| Millor disc de jazz                   | Mar – Oriol Roca Trio                                                 |
| Millor disc de música clàssica        | Cançó d'amor i de guerra – La Simfònica de Cobla i Corda de Catalunya |
| Millor sala de concerts               | Lo Submarino (Reus)                                                   |

Segons la crítica
| Premi                                 | Premiat                                               |
| ------------------------------------- | ----------------------------------------------------- |
| Millor disc de l'any                  | Ara i Res – Mishima                                   |
| Millor artista                        | Els Amics de les Arts                                 |
| Millor disc de pop-rock               | Ara i Res – Mishima                                   |
| Millor disc català en altres llengües | Does It Ring a Bell? – Núria Graham                   |
| Millor disc de cançó d'autor          | 45 cerebros y un corazón – Maria Arnal i Marcel Bagés |
| Millor disc per a públic familiar     | La nena dels pardals - La Tresca i la Verdesca        |

### Premiats el 2019
Per votació popular
| Premi                                         | Premiat                                                                            |
| --------------------------------------------- | ---------------------------------------------------------------------------------- |
| Millor disc de pop-rock                       | Tots els meus princips – Els Catarres                                              |
| Millor cançó de pop-rock                      | «Volcans» – Buhos                                                                  |
| Millor disc de cançó d'autor                  | Ara som gegants – Joan Dausà                                                       |
| Millor cançó de cançó d'autor                 | «Et vull veure» – Alfred García                                                    |
| Millor disc de folk                           | K'ataka – Balkan Paradise Orchestra                                                |
| Millor cançó de folk                          | «La nit és nostra» – Roba Estesa                                                   |
| Millor disc per a públic familiar             | Escandaliciós – Macedònia                                                          |
| Millor artista                                | Els Catarres                                                                       |
| Millor artista revelació                      | K-Liu                                                                              |
| Millor artista en llengua no catalana         | Rosalía                                                                            |
| Millor directe                                | Txarango                                                                           |
| Millor videoclip                              | «Caminem lluny» – Doctor Prats                                                     |
| Millor disc de hip-hop i músiques urbanes del | 10 vos guard – Lildami                                                             |
| Millor disc de jazz                           | Orígens – Alba Careta Quintet                                                      |
| Millor disc de música clàssica                | Llull: Òpera en un pròleg i dos actes – La Simfònica de Cobla i Corda de Catalunya |
| Millor sala de concerts                       | Sala Barts (Barcelona)                                                             |

Segons la crítica
| Premi                                    | Premiat                                |
| ---------------------------------------- | -------------------------------------- |
| Millor disc de l'any                     | Estómac – Clara Peya                   |
| Millor artista                           | Joan Dausà                             |
| Millor disc de pop-rock                  | Som – Els Pets                         |
| Millor disc català en altres llengües    | El mal querer – Rosalia Vila i Tobella |
| Millor disc d'artista revelació          | Natural – Suu                          |
| Millor disc de cançó d'autor             | Triangle – El Petit de Cal Eril        |
| Millor disc revelació                    | Natural – Suu                          |
| Millor disc de folk                      | Els Jóvens – Els Jóvens                |
| Millor disc de jazz                      | Sketches Overseas – Lluc Casares       |
| Millor disc de clàssica                  | Arrels – Trio Pedrell                  |
| Premi Xesco Boix al Millor disc infantil | Reggae per Xics – The Penguins         |

### Premiats el 2020
Per votació popular
| Premi                                         | Per votació popular                                                                          |
| --------------------------------------------- | -------------------------------------------------------------------------------------------- |
| Millor disc de pop-rock                       | Fans del sol (Halley Records, 2019) d'Oques Grasses                                          |
| Millor cançó de pop-rock                      | "Escriurem" de Miki Núñez                                                                    |
| Millor directe                                | Porto Bello                                                                                  |
| Millor artista                                | Oques Grasses                                                                                |
| Millor videoclip                              | "Connectats" de Buhos                                                                        |
| Millor disc de cançó d'autor                  | Ginestà (Kasba Music, 2019) de Ginestà                                                       |
| Millor cançó en la categoria de cançó d'autor | "Sota el teu balcó" de Joan Rovira                                                           |
| Millor disc de folk                           | Praxinoscopi (Segell Microscopi, 2019) de Criatures                                          |
| Millor cançó de folk                          | "Prec de Nadal" de Meritxell i Judit Neddermann                                              |
| Millor disc per a públic familiar             | 10 anys (U98 Music, 2019) d'El Pot Petit                                                     |
| Millor artista en llengua no catalana         | Rosalia                                                                                      |
| Millor artista revelació                      | Miki Núñez                                                                                   |
| Millor disc de hip-hop i músiques urbanes del | Flors mentre visqui (Halley Records, 2019) de Lildami                                        |
| Millor disc de jazz                           | Do otro lado do azul (Verve, 2019) d'Andrea Motis                                            |
| Millor disc de clàssica                       | Cor Jove Nacional de Catalunya (Ficta Around Music, 2019) del Cor Jove Nacional de Catalunya |

Segons la crítica
| Premi                              | Premiat                                                      |
| ---------------------------------- | ------------------------------------------------------------ |
| Millor disc de l'any               | Per la bona gent de Manel                                    |
| Millor artista artista de l'any    | Oques Grasses                                                |
| Millor disc de pop-rock (ex aequo) | Energia fosca d'El Petit de Cal Eril i Kevin de Ferran Palau |
| Millor disc de cançó               | Cançons de fer camí de Mireia Vives i Borja Penalba          |
| Millor disc de folk                | Ora pro nobis de Tarta Relena                                |
| Millor disc revelació              | Bruixes de Salvatge Cor                                      |
| Millor disc en llengua no catalana | Kill a Feeling de Carla                                      |
| Millor disc de músiques urbanes    | Flors mentre visqui de Lildami                               |
| Millor disc de clàssica            | Legacy d'Anna Alàs i Jové                                    |
| Millor disc de jazz ex aequo       | Curiosity de Xavi Torres i Ibia de Gorka Benitez             |

### Premiats el 2021
Per votació popular
| Premi                                         | Per votació popular                                                                                   |
| --------------------------------------------- | --- |
| Millor disc de pop-rock                       | De vent i ales de Txarango                                                                            |
| Millor cançó de pop-rock                      | The bright side de Stay Homas i Oques Grasses                                                         |
| Millor directe                                | Stay Homas                                                                                            |
| Millor artista                                | Buhos                                                                                                 |
| Millor videoclip                              | El dia de la victòria de Buhos, Miki Núñez, Suu i Lildami                                             |
| Millor disc de cançó d'autor                  | Farsa de Sílvia Pérez Cruz                                                                            |
| Millor cançó en la categoria de cançó d'autor | No m'ho esperava de Miki Núñez                                                                        |
| Millor disc de folk                           | 25 anys de Sabor de Gràcia                                                                            |
| Millor cançó de folk                          | Dalt del cotxe / Un, dos, rat de Ballaveu                                                             |
| Millor disc per a públic familiar             | Papallones de Macedònia                                                                               |
| Millor artista en llengua no catalana         | Miki Núñez                                                                                            |
| Millor artista revelació                      | Stay Homas                                                                                            |
| Millor disc de hip-hop i músiques urbanes del | Maléfica de JazzWoman                                                                                 |
| Millor disc de jazz                           | MA. Live in Tokyo de Sílvia Pérez Cruz i Marco Mezquida                                               |
| Millor disc de clàssica                       | Emociona't amb la SCCC: 25 anys de Música Global de La Simfònica de Cobla i Corda de Catalunya i DDAA |
| D'honor                                       | Guillermina Motta                                                                                     |
| A la trajectòria                              | Jaume Arnella, Biel Majoral i Vicent Torrent                                                          |
| Joan Trayter a la producció                   | David Soler                                                                                           |

Segons la crítica
| Premi                                        | Premiat                                                   |
| -------------------------------------------- | --------------------------------------------------------- |
| Millor disc de l'any                         | La vida és ara de Pau Vallvé                              |
| Millor artista artista de l'any              | Sidonie                                                   |
| Millor disc de pop-rock                      | El senyal que esperaves de Els Amics de les Arts          |
| Millor disc de cançó                         | Màtria de Gemma Humet                                     |
| Millor disc de folk                          | El ball i el plany de Joan Garriga i El Mariatxi Galàctic |
| Millor disc revelació                        | Fins a maig no revisc de Maria Jaume                      |
| Millor disc en llengua no catalana           | Marjorie de Núria Graham                                  |
| Millor disc de músiques urbanes              | Don Gelato de Flashy Ice Cream                            |
| Millor disc de clàssica                      | B Minor sonatas de Josep Colom                            |
| Millor disc de jazz                          | Cancionero de Gonzalo del Val Trio                        |
| Xesco Boix Millor disc per a públic familiar | Descontrol de Xiula                                       |

### Premiats el 2022
Per votació popular
| Premi                                         | Per votació popular                              |
| --------------------------------------------- | ------------------------------------------------ |
| Millor disc de pop-rock                       | A tope amb la vida de Oques Grasses              |
| Millor cançó de pop-rock                      | La gent que estimo de Oques Grasses i Rita Payés |
| Millor directe                                | Miki Núñez                                       |
| Millor artista                                | Zoo                                              |
| Millor videoclip                              | L'Eva i la Jana de Ginestà                       |
| Millor disc de cançó d'autor                  | Ho tenim tot de Joan Dausà                       |
| Millor cançó en la categoria de cançó d'autor | Tot és més fàcil de Sara Roy i Miki Núñez        |
| Millor disc de folk                           | Clamor de Maria Arnal i Marcel Bagés             |
| Millor cançó de folk                          | La noble vila de Su de El Pony Pisador           |
| Millor disc per a públic familiar             | Les aventures del lleó vergonyós de El Pot Petit |
| Millor artista en llengua no catalana         | Un secreto al que gritar de Nil Moliner          |
| Millor artista revelació                      | Sara Roy                                         |
| Millor disc de música urbana                  | Llepolies de Zoo                                 |
| Millor disc de jazz                           | Como la piel de Rita Payés i Elisabeth Roma      |
| Millor disc de clàssica                       | #Blanc de Laura Andrés                           |
| Premi D'honor                                 | Falsterbo                                        |
| A la trajectòria                              | Companyia Elèctrica Dharma                       |
| Joan Trayter a la producció                   | Jordi Matas                                      |
| Estrella                                      | Cases de la Música                               |

Segons la crítica
| Premi                                        | Premiat                                                    |
| -------------------------------------------- | ---------------------------------------------------------- |
| Millor disc de l'any                         | La mateixa sort de La Ludwig Band                          |
| Millor artista de l'any                      | Zoo                                                        |
| Millor disc de pop-rock                      | A tope amb la vida de Oques Grasses                        |
| Millor disc de cançó                         | Llunes de Plutó de Caïm Riba                               |
| Millor disc de folk                          | Clamor de Maria Arnal i Marcel Bagés                       |
| Millor disc revelació                        | Continent i contingut de Maria Hein                        |
| Millor disc en llengua no catalana           | Hardcore from the Heart de Joana Serrat                    |
| Millor disc de músiques urbanes              | Extraño Weys de Rodrigo Laviña y su Combo                  |
| Millor disc de clàssica                      | Llum de Ramon Humet i Latvian Radio Choir i Sigvards Klava |
| Millor disc de jazz                          | Puerta de Jordi Rossy, Jeff Ballard i Robert Landfermann   |
| Xesco Boix Millor disc per a públic familiar | Animalari urbà de The Tyets                                |

### Premiats el 2023
Per votació popular
| Premi                             | Per votació popular                       |
| --------------------------------- | ----------------------------------------- |
| Millor disc de l'any (ex aequo)   | Marala – Jota de morir Rosalia – Motomami |
| Millor disc de pop-rock           | Xarim Aresté – Ses entranyes              |
| Millor artista                    | Antònia Font – Un minut estroboscòpica    |
| Millor disc de cançó d'autor      | Anna Andreu – La mida                     |
| Millor disc de folk               | Arnau Obiols – Mont Cau                   |
| Millor disc per a públic familiar | De Paper — Miranius                       |
| Millor disc d'artista revelació   | Julieta – Ni llum ni lluna                |
| Millor disc de música urbana      | Flashy Ice Cream – Aftersun               |
| Millor disc de jazz               | Manel Fortià — Despertar                  |
| Millor disc de clàssica           | Kebyart — Lectures différentes            |

Segons la crítica
| Premi                              | Premiat                                           |
| ---------------------------------- | ------------------------------------------------- |
| Millor disc de música urbana       | Jazzwoman – Atlantis                              |
| Millor artista de l'any            | Oques Grasses                                     |
| Millor artista revelació           | Mariona Escoda                                    |
| Millor disc de pop-rock            | Els Catarres – Diamants                           |
| Millor disc de cançó d'autor       | Julieta – Ni llum ni lluna                        |
| Millor disc de folk                | Pep Gimeno 'Botifarra' – Ja ve l'aire             |
| Millor cançó                       | The Tyets – De l'1 al què                         |
| Millor videoclip                   | Lildami – Supermercat                             |
| Millor directe                     | Oques Grasses                                     |
| Millor disc en llengua no catalana | Rigoberta Bandini – La emperatriz                 |
| Millor disc de clàssica            | Cor Jove Amics de la Unió – Lux                   |
| Millor disc de jazz                | Andrea Motis – Loopholes                          |
| Millor disc per a públic familiar  | Dagoll Dagom i Dàmaris Gelabert – Bye Bye monstre |

### Premis especials
| Premi                                                           | Premiat        |
| --------------------------------------------------------------- | -------------- |
| Premi Enderrock d'honor                                         | Esquirols      |
| Premi Enderrock a la trajectòria                                | Marina Rossell |
| Premi Enderrock Estrella                                        | FC Barcelona   |
| XIX Premi Joan Trayter al millor productor i arranjador musical | Roger Rodés    |
| Premi Enderrock 25 anys                                         | Els Pets       |

## Cronologia de les categories
| PREMIS PER VOTACIÓ POPULAR | PREMIS PER VOTACIÓ POPULAR    | PREMIS PER VOTACIÓ POPULAR | PREMIS PER VOTACIÓ POPULAR | PREMIS PER VOTACIÓ POPULAR              | PREMIS PER VOTACIÓ POPULAR              | PREMIS PER VOTACIÓ POPULAR              | PREMIS PER VOTACIÓ POPULAR              | PREMIS PER VOTACIÓ POPULAR              | PREMIS PER VOTACIÓ POPULAR              | PREMIS PER VOTACIÓ POPULAR                 | PREMIS PER VOTACIÓ POPULAR                 | PREMIS PER VOTACIÓ POPULAR                 | PREMIS PER VOTACIÓ POPULAR                 | PREMIS PER VOTACIÓ POPULAR                 | PREMIS PER VOTACIÓ POPULAR                 | PREMIS PER VOTACIÓ POPULAR                 | PREMIS PER VOTACIÓ POPULAR                 | PREMIS PER VOTACIÓ POPULAR                    | PREMIS PER VOTACIÓ POPULAR                    | PREMIS PER VOTACIÓ POPULAR                    | PREMIS PER VOTACIÓ POPULAR                    | PREMIS PER VOTACIÓ POPULAR                    | PREMIS PER VOTACIÓ POPULAR                    | PREMIS PER VOTACIÓ POPULAR                    | PREMIS PER VOTACIÓ POPULAR                    | PREMIS PER VOTACIÓ POPULAR                    | PREMIS PER VOTACIÓ POPULAR                   | PREMIS PER VOTACIÓ POPULAR                   | PREMIS PER VOTACIÓ POPULAR                   |
| 94                         | 95                            | 96                         | 97                         | 98                                      | 99                                      | 00                                      | 01                                      | 02                                      | 03                                      | 04                                         | 05                                         | 06                                         | 07                                         | 08                                         | 09                                         | 10                                         | 11                                         | 12                                            | 13                                            | 14                                            | 15                                            | 16                                            | 17                                            | 18                                            | 19                                            | 20                                            | 21                                           | 22                                           | 23                                           |
| Millor artista/grup        | Millor artista/grup           | Millor artista/grup        | Millor artista/grup        | Millor artista/grup de cançó d'autor    | Millor artista/grup de cançó d'autor    | Millor artista/grup de cançó d'autor    | Millor artista/grup de cançó d'autor    | Millor artista/grup de cançó d'autor    | Millor artista/grup de cançó d'autor    | Millor artista/grup de cançó d'autor       | Millor artista/grup de cançó d'autor       | Millor artista/grup de cançó d'autor       | Millor artista/grup de cançó d'autor       | Millor artista/grup de cançó d'autor       | Millor artista/grup de cançó d'autor       | Millor artista/grup de cançó d'autor       | Millor artista/grup de cançó d'autor       | Millor artista/grup de cançó d'autor          | Millor artista/grup de cançó d'autor          | Millor artista/grup                           | Millor artista/grup                           | Millor artista/grup                           | Millor artista/grup                           | Millor artista/grup                           | Millor artista/grup                           | Millor artista/grup                           | Millor artista/grup                          | Millor artista/grup                          | Millor artista/grup                          |
| Millor artista/grup        | Millor artista/grup           | Millor artista/grup        | Millor artista/grup        | Millor artista/grup folk/noves músiques | Millor artista/grup folk/noves músiques | Millor artista/grup folk/noves músiques | Millor artista/grup folk/noves músiques | Millor artista/grup folk/noves músiques | Millor artista/grup folk/noves músiques | Millor artista/grup folk/noves músiques    | Millor artista/grup folk/noves músiques    | Millor artista/grup folk/noves músiques    | Millor artista/grup folk/noves músiques    | Millor artista/grup folk/noves músiques    | Millor artista/grup folk/noves músiques    | Millor artista/grup folk/noves músiques    | Millor artista/grup folk/noves músiques    | Millor artista/grup folk/noves músiques       | Millor artista/grup folk/noves músiques       | Millor artista/grup                           | Millor artista/grup                           | Millor artista/grup                           | Millor artista/grup                           | Millor artista/grup                           | Millor artista/grup                           | Millor artista/grup                           | Millor artista/grup                          | Millor artista/grup                          | Millor artista/grup                          |
| Millor artista/grup        | Millor artista/grup           | Millor artista/grup        | Millor artista/grup        | Millor artista/grup pop-rock            | Millor artista/grup pop-rock            | Millor artista/grup pop-rock            | Millor artista/grup pop-rock            | Millor artista/grup pop-rock            | Millor artista/grup pop-rock            | Millor artista/grup pop-rock               | Millor artista/grup pop-rock               | Millor artista/grup pop-rock               | Millor artista/grup pop-rock               | Millor artista/grup pop-rock               | Millor artista/grup pop-rock               | Millor artista/grup pop-rock               | Millor artista/grup pop-rock               | Millor artista/grup pop-rock                  | Millor artista/grup pop-rock                  | Millor artista/grup                           | Millor artista/grup                           | Millor artista/grup                           | Millor artista/grup                           | Millor artista/grup                           | Millor artista/grup                           | Millor artista/grup                           | Millor artista/grup                          | Millor artista/grup                          | Millor artista/grup                          |
| Millor cançó               | Millor cançó                  | Millor cançó               | Millor cançó               | Millor cançó d'autor                    | Millor cançó d'autor                    | Millor cançó d'autor                    | Millor cançó d'autor                    | Millor cançó d'autor                    | Millor cançó d'autor                    | Millor cançó d'autor                       | Millor cançó d'autor                       | Millor cançó d'autor                       | Millor cançó d'autor                       | Millor cançó d'autor                       | Millor cançó d'autor                       | Millor cançó d'autor                       | Millor cançó d'autor                       | Millor cançó d'autor                          | Millor cançó d'autor                          | Millor cançó d'autor                          | Millor cançó d'autor                          | Millor cançó d'autor                          | Millor cançó d'autor                          | Millor cançó d'autor                          | Millor cançó d'autor                          | Millor cançó d'autor                          | Millor cançó d'autor                         | Millor cançó d'autor                         | Enderrock 25 anys                            |
| -------------------------- | ----------------------------- | -------------------------- | -------------------------- | --------------------------------------- | --------------------------------------- | --------------------------------------- | --------------------------------------- | --------------------------------------- | --------------------------------------- | ------------------------------------------ | ------------------------------------------ | ------------------------------------------ | ------------------------------------------ | ------------------------------------------ | ------------------------------------------ | ------------------------------------------ | ------------------------------------------ | --------------------------------------------- | --------------------------------------------- | --------------------------------------------- | --------------------------------------------- | --------------------------------------------- | --------------------------------------------- | --------------------------------------------- | --------------------------------------------- | --------------------------------------------- | -------------------------------------------- | -------------------------------------------- | -------------------------------------------- |
| Millor cançó               | Millor cançó                  | Millor cançó               | Millor cançó               | Millor cançó folk/noves músiques        |                                         |                                         |                                         |                                         |                                         |                                            |                                            |                                            |                                            |                                            |                                            |                                            |                                            |                                               |                                               |                                               |                                               |                                               |                                               |                                               |                                               |                                               |                                              |                                              |                                              |
| Millor cançó               | Millor cançó                  | Millor cançó               | Millor cançó               | Millor cançó pop-rock                   |                                         |                                         |                                         |                                         |                                         |                                            |                                            |                                            |                                            |                                            |                                            |                                            |                                            |                                               |                                               |                                               |                                               |                                               |                                               |                                               |                                               |                                               |                                              |                                              |                                              |
| Millor disc                | Millor disc                   | Millor disc                | Millor disc                | Millor disc de cançó d'autor            | Millor disc de cançó d'autor            | Millor disc de cançó d'autor            | Millor disc de cançó d'autor            | Millor disc de cançó d'autor            | Millor disc de cançó d'autor            | Millor disc de cançó d'autor               | Millor disc de cançó d'autor               | Millor disc de cançó d'autor               | Millor disc de cançó d'autor               | Millor disc de cançó d'autor               | Millor disc de cançó d'autor               | Millor disc de cançó d'autor               | Millor disc de cançó d'autor               | Millor disc de cançó d'autor                  | Millor disc de cançó d'autor                  | Millor disc de cançó d'autor                  | Millor disc de cançó d'autor                  | Millor disc de cançó d'autor                  | Millor disc de cançó d'autor                  | Millor disc de cançó d'autor                  | Millor disc de cançó d'autor                  | Millor disc de cançó d'autor                  | Millor disc de cançó d'autor                 | Millor disc de cançó d'autor                 | Millor disc de cançó d'autor                 |
| Millor disc                | Millor disc                   | Millor disc                | Millor disc                | Millor disc folk/noves músiques         |                                         |                                         |                                         |                                         |                                         |                                            |                                            |                                            |                                            |                                            |                                            |                                            |                                            |                                               |                                               |                                               |                                               |                                               |                                               |                                               |                                               |                                               |                                              |                                              |                                              |
| Millor disc                | Millor disc                   | Millor disc                | Millor disc                | Millor disc pop-rock                    |                                         |                                         |                                         |                                         |                                         |                                            |                                            |                                            |                                            |                                            |                                            |                                            |                                            |                                               |                                               |                                               |                                               |                                               |                                               |                                               |                                               |                                               |                                              |                                              |                                              |
| Millor concert/directe     | Millor concert/directe        | Millor concert/directe     | Millor concert/directe     | Millor concert/directe                  | Millor concert/directe                  | Millor concert/directe                  | Millor concert/directe                  | Millor concert/directe                  | Millor concert/directe                  | Millor directe cançó d'autor               | Millor directe cançó d'autor               | Millor directe cançó d'autor               | Millor directe cançó d'autor               | Millor directe cançó d'autor               | Millor directe cançó d'autor               | Millor directe cançó d'autor               | Millor directe cançó d'autor               | Millor directe cançó d'autor                  | Millor directe cançó d'autor                  | Millor concert/directe                        | Millor concert/directe                        | Millor concert/directe                        | Millor concert/directe                        | Millor concert/directe                        | Millor concert/directe                        | Millor concert/directe                        | Millor concert/directe                       | Millor concert/directe                       |                                              |
| Millor concert/directe     | Millor concert/directe        | Millor concert/directe     | Millor concert/directe     | Millor concert/directe                  | Millor concert/directe                  | Millor concert/directe                  | Millor concert/directe                  | Millor concert/directe                  | Millor concert/directe                  | Millor directe folk - noves músiques       |                                            |                                            |                                            |                                            |                                            |                                            |                                            |                                               |                                               | Millor concert/directe                        | Millor concert/directe                        | Millor concert/directe                        | Millor concert/directe                        | Millor concert/directe                        | Millor concert/directe                        | Millor concert/directe                        | Millor concert/directe                       | Millor concert/directe                       |                                              |
| Millor concert/directe     | Millor concert/directe        | Millor concert/directe     | Millor concert/directe     | Millor concert/directe                  | Millor concert/directe                  | Millor concert/directe                  | Millor concert/directe                  | Millor concert/directe                  | Millor concert/directe                  | Millor directe pop-rock                    |                                            |                                            |                                            |                                            |                                            |                                            |                                            |                                               |                                               | Millor concert/directe                        | Millor concert/directe                        | Millor concert/directe                        | Millor concert/directe                        | Millor concert/directe                        | Millor concert/directe                        | Millor concert/directe                        | Millor concert/directe                       | Millor concert/directe                       |                                              |
| Millor sala de concerts    | Millor sala de concerts       | Millor sala de concerts    | Millor sala de concerts    | Millor sala de concerts                 | Millor sala de concerts                 | Millor sala de concerts                 | Millor sala de concerts                 | Millor sala de concerts                 | Millor sala de concerts                 | Millor sala de concerts                    | Millor sala de concerts                    | Millor sala de concerts                    | Millor sala de concerts                    | Millor sala de concerts                    | Millor sala de concerts                    | Millor sala de concerts                    | Millor sala de concerts                    | Millor sala de concerts                       | Millor sala de concerts                       | Millor sala de concerts                       | Millor sala de concerts                       | Millor sala de concerts                       | Millor sala de concerts                       | Millor sala de concerts                       | Millor sala de concerts                       |                                               | d'honor                                      | d'honor                                      | d'honor                                      |
| Millor programa de ràdio   | Millor programa de ràdio      | Millor programa de ràdio   | Millor programa de ràdio   | Millor programa de ràdio                | Millor programa de ràdio                | Millor programa de ràdio                | Millor programa de ràdio                | Millor programa de ràdio                | Millor programa de ràdio                | Millor artista/grup en llengua no catalana | Millor artista/grup en llengua no catalana | Millor artista/grup en llengua no catalana | Millor artista/grup en llengua no catalana | Millor artista/grup en llengua no catalana | Millor artista/grup en llengua no catalana | Millor artista/grup en llengua no catalana | Millor artista/grup en llengua no catalana | Millor artista/grup en llengua no catalana    | Millor artista/grup en llengua no catalana    | Millor artista/grup en llengua no catalana    | Millor artista/grup en llengua no catalana    | Millor artista/grup en llengua no catalana    | Millor artista/grup en llengua no catalana    | Millor artista/grup en llengua no catalana    | Millor artista/grup en llengua no catalana    | Millor artista/grup en llengua no catalana    | Millor artista/grup en llengua no catalana   | Millor artista/grup en llengua no catalana   |                                              |
| Millor programa de TV      | Millor programa de TV         | Millor programa de TV      | Millor programa de TV      | Millor programa de TV                   | Millor programa de TV                   | Millor programa de TV                   | Millor programa de TV                   | Millor programa de TV                   | Millor programa de TV                   | Millor DVD o documental                    | Millor DVD o documental                    | Millor DVD o documental                    | Millor DVD o documental                    | Millor DVD o documental                    | Millor DVD o documental                    | Millor DVD o documental                    | Millor DVD o documental                    | Millor DVD o documental                       | Millor DVD o documental                       | Millor DVD o documental                       | Millor DVD o documental                       | Millor DVD o documental                       |                                               |                                               | Millor disc de hip-hop i músiques urbanes     | Millor disc de hip-hop i músiques urbanes     | Millor disc de hip-hop i músiques urbanes    | Millor disc de hip-hop i músiques urbanes    | Millor disc de hip-hop i músiques urbanes    |
| Millor disc internacional  | Millor disc internacional     | Millor portada de disc     | Millor portada de disc     | Millor portada de disc                  | Millor portada de disc                  | Millor portada de disc                  | Millor portada de disc                  | Millor portada de disc                  | Millor portada de disc                  | Millor portada de disc                     | Millor portada de disc                     | Millor portada de disc                     | Millor portada de disc                     | Millor portada de disc                     | Millor portada de disc                     | Millor portada de disc                     | Millor portada de disc                     | Millor portada de disc                        | Millor portada de disc                        | Millor portada de disc                        | Millor portada de disc                        | Millor portada de disc                        |                                               |                                               |                                               |                                               | a la trajectòria                             | a la trajectòria                             | a la trajectòria                             |
| Millor Videoclip           | Millor Videoclip              | Millor Videoclip           | Millor Videoclip           | Millor Videoclip                        | Millor Videoclip                        | Millor Videoclip                        | Millor Videoclip                        | Millor Videoclip                        | Millor Videoclip                        |                                            |                                            |                                            | Millor Videoclip                           | Millor Videoclip                           | Millor Videoclip                           | Millor Videoclip                           | Millor Videoclip                           | Millor Videoclip                              | Millor Videoclip                              | Millor Videoclip                              | Millor Videoclip                              | Millor Videoclip                              | Millor Videoclip                              | Millor Videoclip                              | Millor Videoclip                              | Millor Videoclip                              | Millor Videoclip                             | Millor Videoclip                             |                                              |
|                            | Millor artista/grup revelació |                            |                            |                                         |                                         |                                         |                                         |                                         |                                         |                                            |                                            |                                            |                                            |                                            |                                            |                                            |                                            |                                               |                                               |                                               |                                               |                                               |                                               |                                               |                                               |                                               |                                              |                                              |                                              |
|                            |                               |                            |                            |                                         |                                         |                                         |                                         | Millor pàgina web                       | Millor pàgina web                       |                                            |                                            |                                            |                                            |                                            |                                            |                                            |                                            | Millor pàgina web                             | Millor pàgina web                             |                                               | Millor disc de jazz                           | Millor disc de jazz                           | Millor disc de jazz                           | Millor disc de jazz                           | Millor disc de jazz                           | Millor disc de jazz                           | Millor disc de jazz                          | Millor disc de jazz                          | Millor disc de jazz                          |
|                            |                               |                            |                            |                                         |                                         |                                         |                                         |                                         |                                         | Millor lletra de cançó                     | Millor lletra de cançó                     | Millor lletra de cançó                     | Millor lletra de cançó                     | Millor lletra de cançó                     | Millor lletra de cançó                     | Millor lletra de cançó                     | Millor lletra de cançó                     | Millor lletra de cançó                        | Millor lletra de cançó                        | Millor lletra de cançó                        | Millor lletra de cançó                        | Millor lletra de cançó                        |                                               |                                               |                                               |                                               | Joan Trayter a la producció                  | Joan Trayter a la producció                  | Joan Trayter a la producció                  |
|                            |                               |                            |                            |                                         |                                         |                                         |                                         |                                         |                                         |                                            |                                            |                                            |                                            |                                            |                                            |                                            |                                            |                                               | Millor disc de clàssica                       |                                               |                                               |                                               |                                               |                                               |                                               |                                               |                                              |                                              |                                              |
|                            |                               |                            |                            |                                         |                                         |                                         |                                         |                                         |                                         |                                            |                                            |                                            |                                            |                                            |                                            |                                            |                                            |                                               | Millor artista/ grup de clàssica              |                                               | Millor disc infantil/familiar                 | Millor disc infantil/familiar                 | Millor disc infantil/familiar                 | Millor disc infantil/familiar                 | Millor disc infantil/familiar                 | Millor disc infantil/familiar                 | Millor disc infantil/familiar                | Millor disc infantil/familiar                | Millor disc infantil/familiar                |
|                            |                               |                            |                            |                                         |                                         |                                         |                                         |                                         |                                         |                                            |                                            |                                            |                                            |                                            |                                            |                                            |                                            |                                               | Millor nova proposta clàssica                 |                                               | Millor nova proposta clàssica                 |                                               |                                               |                                               |                                               |                                               |                                              | Estrella                                     | Estrella                                     |
|                            |                               |                            |                            |                                         |                                         |                                         |                                         |                                         |                                         |                                            |                                            |                                            |                                            |                                            |                                            |                                            |                                            |                                               |                                               |                                               | Millor nova proposta de jazz                  |                                               |                                               |                                               |                                               |                                               |                                              |                                              | Millor disc                                  |
| PREMIS DE LA CRÍTICA       |                               |                            |                            |                                         |                                         |                                         |                                         |                                         |                                         |                                            |                                            |                                            |                                            |                                            |                                            |                                            |                                            |                                               |                                               |                                               |                                               |                                               |                                               |                                               |                                               |                                               |                                              |                                              |                                              |
| 94                         | 95                            | 96                         | 97                         | 98                                      | 99                                      | 00                                      | 01                                      | 02                                      | 03                                      | 04                                         | 05                                         | 06                                         | 07                                         | 08                                         | 09                                         | 10                                         | 11                                         | 12                                            | 13                                            | 14                                            | 15                                            | 16                                            | 17                                            | 18                                            | 19                                            | 20                                            | 21                                           | 22                                           | 23                                           |
| Millor disc                |                               |                            |                            |                                         |                                         |                                         |                                         |                                         |                                         |                                            |                                            |                                            |                                            |                                            |                                            |                                            |                                            |                                               |                                               |                                               |                                               |                                               |                                               |                                               |                                               |                                               |                                              |                                              |                                              |
|                            |                               |                            |                            |                                         | Millor disc de cançó d'autor            | Millor disc de cançó d'autor            | Millor disc de cançó d'autor            | Millor disc de cançó d'autor            | Millor disc de cançó d'autor            | Millor disc de cançó d'autor               | Millor disc de cançó d'autor               | Millor disc de cançó d'autor               | Millor disc de cançó d'autor               | Millor disc de cançó d'autor               | Millor disc de cançó d'autor               | Millor disc de cançó d'autor               | Millor disc de cançó d'autor               | Millor disc de cançó d'autor                  | Millor disc de cançó d'autor                  | Millor disc de cançó d'autor                  | Millor disc de cançó d'autor                  | Millor disc de cançó d'autor                  | Millor disc de cançó d'autor                  | Millor disc de cançó d'autor                  | Millor disc de cançó d'autor                  | Millor disc de cançó d'autor                  | Millor disc de cançó d'autor                 |                                              | Millor disc de cançó d'autor                 |
|                            |                               |                            |                            |                                         | Millor disc folk / noves músiques       | Millor disc folk / noves músiques       | Millor disc folk / noves músiques       | Millor disc folk / noves músiques       | Millor disc folk / noves músiques       | Millor disc folk / noves músiques          | Millor disc folk / noves músiques          | Millor disc folk / noves músiques          | Millor disc folk / noves músiques          | Millor disc folk / noves músiques          | Millor disc folk / noves músiques          | Millor disc folk / noves músiques          | Millor disc folk / noves músiques          | Millor disc folk / noves músiques             | Millor disc folk / noves músiques             | Millor disc folk / noves músiques             | Millor disc folk / noves músiques             | Millor disc folk / noves músiques             | Millor disc folk / noves músiques             | Millor disc folk / noves músiques             | Millor disc folk / noves músiques             | Millor disc folk / noves músiques             | Millor disc folk / noves músiques            |                                              | Millor disc folk / noves músiques            |
|                            |                               |                            |                            |                                         | Millor disc pop-rock                    |                                         |                                         |                                         |                                         |                                            |                                            |                                            |                                            |                                            |                                            |                                            |                                            |                                               |                                               |                                               |                                               |                                               |                                               |                                               |                                               |                                               |                                              |                                              |                                              |
|                            |                               |                            |                            |                                         |                                         |                                         |                                         |                                         |                                         | Millor disc català en altres llengües      |                                            |                                            |                                            |                                            |                                            |                                            |                                            |                                               |                                               |                                               |                                               |                                               |                                               |                                               |                                               |                                               |                                              |                                              |                                              |
|                            |                               | Millor disc internacional  | Millor disc internacional  | Millor disc internacional               | Millor disc internacional               | Millor disc internacional               | Millor disc internacional               | Millor disc internacional               | Millor disc internacional               | Millor disc internacional                  |                                            |                                            | Millor artista/grup revelació              | Millor artista/grup revelació              | Millor artista/grup revelació              | Millor artista/grup revelació              | Millor artista/grup revelació              | Millor artista/grup revelació                 | Millor artista/grup revelació                 | Millor artista/grup revelació                 | Millor artista/grup revelació                 | Millor disc en directe                        | d'Honor                                       | d'Honor                                       | d'Honor                                       | d'Honor                                       |                                              |                                              | Millor artista/grup revelació                |
|                            |                               |                            |                            |                                         |                                         |                                         |                                         |                                         |                                         |                                            |                                            |                                            | Millor DVD o documental                    | Millor DVD o documental                    | Millor DVD o documental                    | Millor artista/grup                        | Millor artista/grup                        | Millor artista/grup                           | Millor artista/grup                           | Millor artista/grup                           | Millor artista/grup                           | Millor artista/grup                           | Millor artista/grup                           | Millor artista/grup                           | Millor artista/grup                           | Millor artista/grup                           | Millor artista/grup                          | Millor artista/grup                          | Millor artista/grup                          |
|                            |                               |                            |                            |                                         |                                         |                                         |                                         |                                         |                                         |                                            |                                            |                                            | Millor tribut                              | Millor tribut                              | Millor tribut                              | Millor tribut                              | Millor disc de jazz                        | Millor disc de jazz                           | Millor disc de jazz                           | Millor disc de jazz                           | Millor disc de jazz                           | Millor disc de jazz                           | Millor disc de jazz                           | Millor disc de jazz                           | Millor disc de jazz                           | Millor disc de jazz                           | Millor disc de jazz                          | Millor disc de jazz                          | Millor disc de jazz                          |
|                            |                               |                            |                            |                                         |                                         |                                         |                                         |                                         |                                         |                                            |                                            |                                            | Millor portada de disc                     | Millor portada de disc                     | Millor portada de disc                     | Millor adaptació                           | Millor disc d'artitsta/ grup revelació     | Joan Trayter al millor productor i arranjador | Joan Trayter al millor productor i arranjador | Joan Trayter al millor productor i arranjador | Joan Trayter al millor productor i arranjador | Joan Trayter al millor productor i arranjador | Joan Trayter al millor productor i arranjador | Joan Trayter al millor productor i arranjador | Joan Trayter al millor productor i arranjador | Joan Trayter al millor productor i arranjador | Xesco Boix Millor disc per a públic familiar | Xesco Boix Millor disc per a públic familiar | Xesco Boix Millor disc per a públic familiar |
|                            |                               |                            |                            |                                         |                                         |                                         |                                         |                                         |                                         |                                            |                                            |                                            | Millor concert/ directe                    | Millor Endebloc                            | Millor concert/ directe                    | Millor concert/ directe                    |                                            |                                               | Millor disc de clàssica                       | Millor disc de clàssica                       | Millor disc de clàssica                       | Millor disc de clàssica                       | Millor disc de clàssica                       | Millor disc de clàssica                       | Millor disc de clàssica                       | Millor disc de clàssica                       | Millor disc de clàssica                      | Millor disc de clàssica                      | Millor disc de clàssica                      |
|                            |                               |                            |                            |                                         |                                         |                                         |                                         |                                         |                                         |                                            |                                            |                                            | Millor web                                 | Millor recopilatori                        | Millor recopilatori                        | Millor versió                              |                                            |                                               | Trajectòria                                   | Trajectòria                                   | Trajectòria                                   | Trajectòria                                   | Trajectòria                                   | Trajectòria                                   | Trajectòria                                   | Trajectòria                                   |                                              |                                              | Millor cançó                                 |
|                            |                               |                            |                            |                                         |                                         |                                         |                                         |                                         |                                         |                                            |                                            |                                            |                                            | Millor cançó                               |                                            |                                            |                                            |                                               |                                               |                                               | Estrella                                      | Estrella                                      | Estrella                                      | Estrella                                      | Estrella                                      | Estrella                                      |                                              |                                              | Millor videoclip                             |
|                            |                               |                            |                            |                                         |                                         |                                         |                                         |                                         |                                         |                                            |                                            |                                            |                                            | Millor youtube                             |                                            |                                            |                                            |                                               |                                               |                                               |                                               |                                               | Millor disc d'artista/ grup revelació         | Millor disc d'artista/ grup revelació         | Millor disc d'artista/ grup revelació         | Millor disc d'artista/ grup revelació         | Millor disc d'artista/ grup revelació        | Millor disc d'artista/ grup revelació        | Millor directe                               |
|                            |                               |                            |                            |                                         |                                         |                                         |                                         |                                         |                                         |                                            |                                            |                                            |                                            |                                            |                                            |                                            |                                            |                                               |                                               |                                               |                                               |                                               |                                               | Millor disc infantil                          | Millor disc infantil                          | MIllor disc hip-hop i músiques urbanes        | MIllor disc hip-hop i músiques urbanes       | MIllor disc hip-hop i músiques urbanes       | MIllor disc hip-hop i músiques urbanes       |

## Palmarès

### Total
| Els pets                                     | 32 | Millor disc pop rock 1998, 2000, 2000, 2002, 2005, 2008, 2011, 2014 i 2019       | Millor concert 1996, 1997, 1998 i 2003                  | Millor grup pop rock 1998, 2000 i 2011               | Millor disc 1995, 1997 i 1998            | Millor grup 1997 i 2011                            |
| Els pets                                     | 32 | Millor cançó 1995 i 1997                                                         | Millor cançó pop rock 1998 i 2003                       | Millor letra cançó 2005 i 2008                       | Millor portada disc 2002                 | Millor videoclip 2005                              |
| Els pets                                     | 32 | Millor directe pop rock 2007                                                     | Trajectòria 2016                                        | Enderrock 25 anys 2023                               |                                          |                                                    |
| Lax'n'busto                                  | 24 | Millor disc pop rock 1999, 2001, 2001 i 2004                                     | Millor videoclip 1994, 1996 i 2001                      | Millor grup pop rock 2001, 2004 i 2005               | Millor cançó pop rock 2001, 2004 i 2009  | Millor directe pop rock 2004, 2005 i 2009          |
| Lax'n'busto                                  | 24 | Millor portada disc 1996, 2006 i 2009                                            | Millor DVD o documental 2005 i 2010                     | Millor cançó 1994                                    | Millor disc 1994                         | Millor grup 1996                                   |
| Lluís Llach                                  | 19 | Millor cançó d'autor 1999, 2000, 2001, 2003 i 2006                               | Millor disc cançó d'autor 1999, 2000, 2001, 2003 i 2006 | Millor artista cançó d'autor 1998, 1999, 2003 i 2006 | Millor directe cançó d'autor 2006 i 2008 | Millor DVD o documental 2013                       |
| Lluís Llach                                  | 19 | Millor tribut 2008                                                               | d'honor 2018                                            |                                                      |                                          |                                                    |
| Els amics de les arts                        | 18 | Millor letra cançó 2010 i 2013                                                   | Millor portada disc 2010 i 2015                         | Millor videoclip 2011 i 2013                         | Millor grup revelació 2010               | Millor cançó d'autor 2010                          |
| Els amics de les arts                        | 18 | Millor directe cançó d'autor 2010                                                | Millor disc cançó d'autor 2010                          | Millor directe pop rock 2011                         | Millor grup pop rock 2013                | Millor cançó pop rock 2015                         |
| Els amics de les arts                        | 18 | Millor DVD o documental 2016                                                     | Millor grup 2018                                        | Millor disc de pop-rock 2021                         |                                          |                                                    |
| Txarango                                     | 17 | Millor concert 2015, 2016, 2018 i 2019                                           | Millor disc pop rock 2013, 2015, 2018 i 2021            | Millor grup 2015, 2015 i 2018                        | Millor grup revelació 2013 i 2013        | Millor directe pop rock 2013 i 2013                |
| Txarango                                     | 17 | Millor lletra cançó 2015                                                         | Millor cançó pop rock 2018                              |                                                      |                                          |                                                    |
| Sopa de cabra                                | 15 | Millor cançó pop rock 1999, 2002 i 2007                                          | Millor disc 1995 i 1997                                 | Millor disc pop rock 1999 i 2002                     | Millor videoclip 1999 i 2002             | Millor DVD o documental 2004 i 2012                |
| Sopa de cabra                                | 15 | Millor grup pop rock 2002                                                        |                                                         | Estrella 2016                                        | Millor tribut 2007                       |                                                    |
| Roger Mas (i la Cobla Sant Jordi)            | 14 | Millor disc cançó d'autor 2000, 2002, 2004 i 2006                                | Millor directe folk 2009 i (2013)                       | Millor disc 2009 i (2013)                            | Millor disc folk 2009 i (2013)           | Millor artista cançó d'autor 2000                  |
| Roger Mas (i la Cobla Sant Jordi)            | 14 | Millor concert 2002                                                              | Millor grup folk (2013)                                 | Millor cançó folk (2013)                             | Millor cançó d'autor 2016                |                                                    |
| Els Catarres                                 | 12 | Millor disc pop rock 2014, 2016 i 2019                                           | Millor letra cançó 2012, 2014 i 2016                    | Millor grup 2014 i 2019                              | Millor portada disc 2014 i 2016          | Millor cançó pop rock 2014                         |
| Els Catarres                                 | 12 | Millor concert 2017                                                              |                                                         |                                                      |                                          |                                                    |
| Manel                                        | 12 | Millor disc pop rock 2009, 2012, 2012 i 2017                                     | Millor grup 2014 i 2017                                 | Millor disc 2012 i 2020                              | Millor, grup revelació 2009              | Millor directe pop rock 2010                       |
| Manel                                        | 12 | Millor cançó pop rock 2012                                                       | Millor videoclip 2012                                   |                                                      |                                          |                                                    |
| Obrint pas                                   | 12 | Millor grup pop rock 2003, 2006 i 2012                                           | Millor portada disc 2003, 2008 i 2012                   | Millor disc pop rock 2003 i 2006                     | Millor directe pop rock 2006 i 2008      | Millor DVD o documental 2008 i millor concert 2014 |
| Quico el Célio, el noi i el Mut de Ferreries | 12 | Millor cançó folk 2005, 2009, 2012, 2014 i 2018                                  | Millor grup folk 1999, 2005, 2009 i 2012                | Millor disc folk 2002, 2009 i 2012                   |                                          |                                                    |
| Gossos                                       | 11 | Millor portada disc 1997 i 1998                                                  | Millor videoclip 1998 i 2008                            | Millor grup pop rock 1999 i 2008                     | Millor grup revelació 1995               | Millor disc pop rock 2008                          |
| Gossos                                       | 11 | Millor cançó 2008                                                                | Millor concert 2009                                     | DVD o documental 2009                                |                                          |                                                    |
| Oques Grasses                                | 9  | Millor disc pop-rock 2017 2020 i 2022                                            | Millor grup 2020 i 2020                                 | Millor grup revelació 2014                           | Millor videoclip 2015                    | Millor cançó pop-rock 2021 i 2022                  |
| Sputnik TV (canal 33)                        | 9  | Millor programa musical TV 1994, 1995, 1996, 1997, 1998, 1999, 2000, 2001 i 2002 |                                                         |                                                      |                                          |                                                    |
| Cesk Freixas                                 | 8  | Millor artista de cançó d'autor 2008, 2010, 2012 i 2013                          | Millor directe cançó d'autor 2011 i 2013                | Millor disc cançó d'autor 2013                       | Millor DVD o documental 2015             |                                                    |
| Feliu Ventura                                | 8  | Millor disc cançó d'autor 2006 i 2007                                            | Millor artista cançó d'autor 2006 i 2007                | Millor cançó d'autor 2006 i 2007                     | Millor directe cançó d'autor 2006 i 2007 |                                                    |
| Love of lesbian                              | 8  | Millor grup en llengua no catalana 2010, 2011, 2015, 2017 i 2018                 | Millor disc català en altres llengües 2006 i 2008       | Millor grup 2017                                     |                                          |                                                    |
| Pep Gimeno 'Botifarra'                       | 8  | Millor disc folk 2010, 2010, 2012 i 2023                                         | Millor artista folk 2010 i 2012                         | Millor cançó folk 2010 i 2012                        | Millor directe folk 2011                 |                                                    |
| Bruce Springsteen                            | 7  | Millor disc pop-rock 2003 i 2004                                                 | Millor artista pop-rock 2003                            | Millor concert 2003                                  | Millor disc pop rock 2003                | Millor artista en llengua no catalana 2004         |
| Catacrac (Catalunya Ràdio)                   | 7  | Millor programa de ràdio 1995, 1996, 1997, 1998, 1999, 2000 i 2003               |                                                         |                                                      |                                          |                                                    |
| Companyia Elèctrica Dharma                   | 7  | Millor cançó folk 1999 i 2001                                                    | Millor disc folk 1999 i 2001                            | Millor concert 1995                                  | Millor grup folk 2001                    | Millor directe folk 2007                           |
| La Mirona (Salt)                             | 7  | Millor sala concerts 2004, 2005, 2006, 2009, 2013, 2015 i 2017                   |                                                         |                                                      |                                          |                                                    |
| Miki Núñez                                   | 7  | Millor artista revelació 2020                                                    | Millor cançó pop rock 2020                              | Millor videoclip 2021                                | Millor cançó d'autor 2021 i 2022         | Millor artista en llengua no catalana 2021         |
| Miki Núñez                                   | 7  | Millor directe 2022                                                              |                                                         |                                                      |                                          |                                                    |
| Sau                                          | 7  | Millor grup 1994 i 1995                                                          | Millor disc 1994 i 1995                                 | Millor concert 1994                                  | Millor videoclip 1995                    | Trajectòria 2018                                   |
| Antònia Font                                 | 6  | Millor disc pop-rock 2005 i 2007                                                 | Millor artista pop-rock 2007                            | Millor recopilatori 2008                             | Millor DVD o documental 2009             | Millor artista 2012 i 2023                         |
| Aerosmith                                    | 6  | Millor grup 1994 i 1995                                                          | Millor videoclip 1994 i 1995                            | Millor cançó 1994                                    | Millor disc internacional 1994           |                                                    |
| Mishima                                      | 6  | Millor disc pop rock 2011, 2013 i 2018                                           | Millor disc 2011 i 2018                                 | Millor lletra cançó 2011                             |                                          |                                                    |
| Toni Xuclà                                   | 6  | Millor disc folk 2000, 2000 i 2015                                               | Millor artista folk 2000                                | Millor cançó folk 2000                               | Millor productor i arranjador 2014       |                                                    |
| U2                                           | 6  | Millor concert 1998 i 2002                                                       | Millor grup pop rock 2002                               | Millor cançó pop rock 2002                           | Millor disc pop rock 2002                | Millor videoclip 2002                              |
| Buhos                                        | 5  | Millor videoclip 2017, 2020 i 2021                                               | Millor cançó pop rock 2019                              | Millor artista 2021                                  |                                          |                                                    |
| La troba de Kung-Fú                          | 5  | Millor portada disc 2007                                                         | Millor concert 2010                                     | Millor cançó pop rock 2011                           | Millor disc 2014                         | Millor disc folk 2014                              |
| Joan Dausà                                   | 5  | Millor disc cançó d'autor 2017, 2019 i 2022                                      | Millor cançó d'autor 2015                               | Millor artista 2019                                  |                                          |                                                    |
| Miquel Abras                                 | 5  | Millor cançó d'autor 2011 i 2014                                                 | Millor artista pop rock 2009                            | Millor disc pop rock 2009                            | Millor letra cançó 2009                  |                                                    |
| Oasis                                        | 5  | Millor grup 1996                                                                 | Millor cançó 1996                                       | Millor disc 1996                                     | Millor disc internacional 1996           | Millor videoclip 1996                              |
| Roba estesa                                  | 5  | Millor cançó folk 2017 i 2019                                                    | Millor grup revelació 2017                              | Millor disc de grup revelació 2017                   | Millor disc folk 2017                    |                                                    |
| Sanjosex                                     | 5  | Millor disc cançó d'autor 2008, 2011 i 2011                                      | Millor artista cançó d'autor 2011                       | Millor disc folk 2017                                |                                          |                                                    |
| Whiskyn's                                    | 5  | Millor cançó pop rock 2006 i 2010                                                | Millor portada disc 2000                                | Millor lletra cançó 2006                             | Millor videoclip 2006                    |                                                    |
| Zeleste (Barcelona)                          | 5  | Millor sala de concerts 1994, 1995, 1996, 1997 i 1998                            |                                                         |                                                      |                                          |                                                    |
| Adrià Puntí                                  | 4  | Millor disc 1998 i 2016                                                          | Millor videoclip 2000                                   | Millor disc pop-rock 2003                            |                                          |                                                    |
| Albert Pla                                   | 4  | Millor directe cançó d'autor 2004 i 2009                                         | Millor disc cançó d'autor 2003                          | Millor artista en llengua no catalana 2009           |                                          |                                                    |
| Andrea Motis                                 | 4  | Millor solista de jazz 2013                                                      | Millor directe de jazz 2013                             | Millor disc de jazz 2020 i 2023                      |                                          |                                                    |
| Bikini (Barcelona)                           | 4  | Millor sala de concerts 1999, 2000, 2001 i 2007                                  |                                                         |                                                      |                                          |                                                    |
| Bon Jovi                                     | 4  | Millor cançó 1995                                                                | Millor concert 1996                                     | Millor grup pop-rock 2001                            | Millor cançó pop-rock 2001               |                                                    |
| Ebri Knight                                  | 4  | Millor disc folk 2014, 2016 i 2018                                               | Millor cançó folk 2016                                  |                                                      |                                          |                                                    |
| El petit de Cal Eril                         | 4  | Millor disc cançó d'autor 2014, 2014 i 2019                                      | Millor disc pop rock 2020                               |                                                      |                                          |                                                    |
| Gadegang                                     | 4  | Millor grup folk 2004                                                            | Millor cançó folk 2004                                  | Millor directe folk 2004                             | Millor disc folk 2004                    |                                                    |
| Gerard Quintana                              | 4  | Millor disc cançó d'autor 2008 i 2010                                            | Millor letra cançó 2004                                 | Millor cançó pop rock 2005                           |                                          |                                                    |
| La Carrau                                    | 4  | Millor grup folk 2008 i 2011                                                     | Millor disc folk 2008                                   | Millor cançó folk 2011                               |                                          |                                                    |
| La simfònica de cobla i corda de Catalunya   | 4  | Millor disc de clàssica 2017, 2018, 2019 i 2021                                  |                                                         |                                                      |                                          |                                                    |
| Lildami                                      | 4  | Millor disc de hip-hop i músiques urbanes 2019, 2020 i 2020                      | Millor videoclip 2021                                   |                                                      |                                          |                                                    |
| Mesclat                                      | 4  | Millor disc folk 2003 i 2005                                                     | Millor grup folk 2003                                   | Millor cançó folk 2003                               |                                          |                                                    |
| Metallica                                    | 4  | Millor concert 1997                                                              | Millor videoclip 1997                                   | Millor grup pop rock 1998                            | Millor disc pop rock 1998                |                                                    |
| Miquel Gil                                   | 4  | Millor disc folk 2003 i 2005                                                     | Millor directe folk 2005                                | Millor cançó folk 2008                               |                                          |                                                    |
| Rosalia                                      | 4  | Millor artista en llengua no catalana 2019 i 2020                                | Millor disc català en altres llengües 2019              | Millor disc 2023                                     |                                          |                                                    |
| Quimi Portet                                 | 4  | Millor disc cançó d'autor 2013 i 2017                                            | Millor disc 1998                                        | Millor artista 2010                                  |                                          |                                                    |
| Silvia Pérez Cruz                            | 4  | Millor artista 2013                                                              | Millor disc cançó d'autor 2015 i 2021                   | Millor disc de jazz 2021                             |                                          |                                                    |
| Al tall                                      | 3  | Millor grup folk 2007                                                            | Millor disc folk 2007                                   | Millor directe folk 2010                             |                                          |                                                    |
| Anna Roig i l'Ombre de ton Chien             | 3  | Millor videoclip 2010                                                            | Millor directe cançó d'autor 2012                       | Millor disc cançó d'autor 2012                       |                                          |                                                    |
| Apolo                                        | 3  | Millor sala de concerts 2008, 2010 i 2012                                        |                                                         |                                                      |                                          |                                                    |
| Blaumut                                      | 3  | Millor cançó pop-rock 2013                                                       | Millor videoclip 2014                                   | Millor grup 2016                                     |                                          |                                                    |
| Cris Juanico                                 | 3  | Millor artista cançó d'autor 2005                                                | Millor directe cançó d'autor 2005                       | Millor disc cançó d'autor 2005                       |                                          |                                                    |
| Dijous paella                                | 3  | Millor grup folk 2006                                                            | Millor directe folk 2006                                | Millor disc folk 2006                                |                                          |                                                    |
| Fes-te fotre                                 | 3  | Millor portada disc 1999 i 2001                                                  | Millor grup revelació 1999                              |                                                      |                                          |                                                    |
| Glaucs                                       | 3  | Millor grup revelació 1996 i 1997                                                | Millor disc 1997                                        |                                                      |                                          |                                                    |
| Inadaptats                                   | 3  | Millor DVD o documental 2007 i 2007                                              | Millor portada disc 2005                                |                                                      |                                          |                                                    |
| Ja t'ho diré                                 | 3  | Millor disc 1996 i 1996                                                          | Millor cançó 1996                                       |                                                      |                                          |                                                    |
| Jarabe de palo                               | 3  | Millor cançó pop rock 1999                                                       | Millor disc pop rock 1999                               | Millor videoclip 1999                                |                                          |                                                    |
| Joan Rovira                                  | 3  | Millor artista revelació 2016                                                    | Millor disc cançó d'autor 2018                          | Millor cançó d'autor 2020                            |                                          |                                                    |
| Jordi Savall                                 | 3  | Millor disc de clàssica 2013 i 2016                                              | Millor directe de clàssica 2013                         |                                                      |                                          |                                                    |
| La Iaia                                      | 3  | Millor artista revelació 2011 i 2012                                             | Millor disc pop rock 2015                               |                                                      |                                          |                                                    |
| Macedònia                                    | 3  | Millor disc infantil/familiar 2018, 2019 i 2021                                  |                                                         |                                                      |                                          |                                                    |
| Maria Arnal                                  | 3  | Millor disc de cançó d'autor 2018                                                | Millor disc de folk 2022 i 2022                         |                                                      |                                          |                                                    |
| Marcel Bagés                                 | 3  | Millor disc de cançó d'autor 2018                                                | Millor disc de folk 2022 i 2022                         |                                                      |                                          |                                                    |
| Marco Mezquida Trio                          | 3  | Millor disc de jazz 2014, 2017 i 2021                                            |                                                         |                                                      |                                          |                                                    |
| Núria Graham                                 | 3  | Millor disc català en altres llengües 2016, 2018 i 2021                          |                                                         |                                                      |                                          |                                                    |
| Pastora                                      | 3  | Millor artista en llengua no catalana 2005 i 2006                                | Millor disc català en altres llengües 2005              |                                                      |                                          |                                                    |
| Pomada                                       | 3  | Millor disc folk 2001                                                            | Millor grup folk 2002                                   | Millor cançó folk 2002                               |                                          |                                                    |
| Quim Vila                                    | 3  | Millor artista cançó d'autor 2004                                                | Millor canç´d'autor 2004                                | Millor videoclip 2004                                |                                          |                                                    |
| Rita Payés                                   | 3  | Millor nova proposta de jazz 2015                                                |                                                         |                                                      |                                          |                                                    |
| rockcatala.com                               | 3  | Millor web 2002, 2003 i 2004                                                     | Millor cançó de pop-rock 2022                           | Millor disc de jazz 2022                             |                                          |                                                    |
| Sidonie                                      | 3  | Millor disc català en altres llengües 2004                                       | Millor grup en llengua no catalana 2008                 | Millor artista 2021                                  |                                          |                                                    |
| Suu                                          | 3  | Millor disc d'artista revelació 2019                                             | Millor disc revelació 2019                              | Millor videoclip 2021                                |                                          |                                                    |
| Suede                                        | 3  | Millor grup 1997                                                                 | Millor cançó 1997                                       | Millor disc internacional 1997                       |                                          |                                                    |
| Tralla                                       | 3  | Millor grup folk 1998                                                            | Millor cançó folk 1998                                  | Millor disc folk 1998                                |                                          |                                                    |
| Zoo                                          | 3  | Millor grup revelació 2015                                                       | Millor videoclip 2018                                   | Millor artista 2022                                  |                                          |                                                    |
| 100% (Catalunya Ràdio/Catalunya Cultura)     | 2  | Millor programa de ràdio 2001 i 2002                                             |                                                         |                                                      |                                          |                                                    |
| Aspencat                                     | 2  | Millor cançó pop-rock 2016                                                       | Millor videoclip 2016                                   |                                                      |                                          |                                                    |
| At Versaris                                  | 2  | Millor grup revelació 2008                                                       | Millor disc pop-rock 2010                               |                                                      |                                          |                                                    |
| Beth                                         | 2  | Millor artista en llengua no catalana 2007                                       | Millor portada disc 2011                                |                                                      |                                          |                                                    |
| Brams                                        | 2  | Millor portada disc 2004                                                         | Millor DVD o documental 2006                            |                                                      |                                          |                                                    |
| Coldplay                                     | 2  | Millor disc internacional 2001 i 2013                                            |                                                         |                                                      |                                          |                                                    |
| Conxita                                      | 2  | Millor disc pop rock 2007                                                        | Millor portada disc 2009                                |                                                      |                                          |                                                    |
| Doctor Prats                                 | 2  | Millor cançó pop rock 2017                                                       | Millor videoclip 2019                                   |                                                      |                                          |                                                    |
| Dover                                        | 2  | Millor grup revelació 1998                                                       | Millor grup pop rock 2000                               |                                                      |                                          |                                                    |
| Eduard Iniesta                               | 2  | Millor disc folk 2007                                                            | Millor productor-arranjador 2012                        |                                                      |                                          |                                                    |
| Eina                                         | 2  | Millor portada 2009                                                              | Millor videoclip 2009                                   |                                                      |                                          |                                                    |
| Estopa                                       | 2  | Millor grup revelació 2001                                                       | Millor grup en llengua no catalana 2012                 |                                                      |                                          |                                                    |
| Evanescence                                  | 2  | Millor grup revelació 2004                                                       | Millor videoclip 2004                                   |                                                      |                                          |                                                    |
| Ferran Palau                                 | 2  | Millor disc cançó d'autor 2016                                                   | Millor disc pop rock 2020                               |                                                      |                                          |                                                    |
| Gemma Humet                                  | 2  | Millor disc cançó d'autor 2016 i 2021                                            |                                                         |                                                      |                                          |                                                    |
| Gertrudis                                    | 2  | Millor artista revelació 2004                                                    | Millor concert 2010                                     |                                                      |                                          |                                                    |
| Ginestà                                      | 2  | Millor disc de cançó d'autor 2020                                                | Millor videoclip 2022                                   |                                                      |                                          |                                                    |
| JazzWoman                                    | 2  | Millor disc de hip-hop i músiques urbanes 2021                                   |                                                         |                                                      |                                          |                                                    |
| Joan Chamorro                                | 2  | Millor disc de jazz 2015                                                         | Millor nova proposta de jazz 2015                       |                                                      |                                          |                                                    |
| Joan Isaac                                   | 2  | Millor disc cançó d'autor 1999                                                   | Millor versió 2010                                      |                                                      |                                          |                                                    |
| Joana Serrat                                 | 2  | Millor disc català en altres llengües 2015 i 2022                                |                                                         |                                                      |                                          |                                                    |
| Jordi Batiste                                | 2  | Millor artista cançó d'autor 2002                                                | Millor disc cançó d'autor 2002                          |                                                      |                                          |                                                    |
| Judit Neddermann                             | 2  | Millor cançó d'autor 2017                                                        | Millor cançó folk 2020                                  |                                                      |                                          |                                                    |
| Julieta                                      | 2  | Millor disc d'artista revelació 2023                                             | Millor disc de cançó d'autor 2023                       |                                                      |                                          |                                                    |
| La pegatina                                  | 2  | Millor grup pop rock 2010                                                        | Millor directe pop rock 2012                            |                                                      |                                          |                                                    |
| Lliris                                       | 2  | Millor disc 1997                                                                 | Millor videoclip 1997                                   |                                                      |                                          |                                                    |
| Macaco                                       | 2  | Millor cançó 2008                                                                | Millor artista en llengua no catalana 2013              |                                                      |                                          |                                                    |
| Manel Camp                                   | 2  | Millor disc de jazz 2011                                                         | Trajectòria 2020                                        |                                                      |                                          |                                                    |
| Manu Guix                                    | 2  | Millor tribut 2009                                                               | Millor cançó d'autor 2018                               |                                                      |                                          |                                                    |
| Maria del Mar Bonet                          | 2  | Millorc disc folk 2002                                                           | Trajectòria 2017                                        |                                                      |                                          |                                                    |
| Òscar Briz                                   | 2  | Millor cançó d'autor 2008                                                        | Millor disc de cançó d'autor 2009                       |                                                      |                                          |                                                    |
| Pascal Comelade                              | 2  | Millor concert 2007                                                              | Millor tribut 2009                                      |                                                      |                                          |                                                    |
| Pau Alabajos                                 | 2  | Millor artista cançó d'autor 2009                                                | Millor disc cançó d'autor 2009                          |                                                      |                                          |                                                    |
| Pep Sala                                     | 2  | Millor cançó pop rock 2000                                                       | Trajectòria 2018                                        |                                                      |                                          |                                                    |
| Porto Bello                                  | 2  | Millor grup revelació 2018                                                       | Millor concert 2020                                     |                                                      |                                          |                                                    |
| Raimon                                       | 2  | Millor disc cançó d'autor 1998                                                   | Trajectòria 2013                                        |                                                      |                                          |                                                    |
| Razzmatazz (Barcelona)                       | 2  | Millor sala de concerts 2002 i 2003                                              |                                                         |                                                      |                                          |                                                    |
| Red hot chilli peppers                       | 2  | Millor disc pop rock 2000                                                        | Millor cançó pop rock 2003                              |                                                      |                                          |                                                    |
| Robie Williams                               | 2  | Millor videoclip 2001                                                            | Millor cançó 2004                                       |                                                      |                                          |                                                    |
| Sapo                                         | 2  | Millor grup revelació 2003                                                       | Millor videoclip 2003                                   |                                                      |                                          |                                                    |
| Sara Roy                                     | 2  | Milló cançó d'autor 2022                                                         | Millor artista revelació 2022                           |                                                      |                                          |                                                    |
| Senior i el cor brutal                       | 2  | Millor disc 2015                                                                 | Millor disc cançó d'autor 2015                          |                                                      |                                          |                                                    |
| Sisa                                         | 2  | Millor disc cançó d'autor 2001                                                   | Millor disc en directe 2006                             |                                                      |                                          |                                                    |
| Stay Homas                                   | 2  | Millor cançó pop rock 2021                                                       | Millor directe 2021                                     | Millor artista revelació 2021                        |                                          |                                                    |
| Terratombats                                 | 2  | Millor directe folk 2012                                                         | Millor dis folk 2013                                    |                                                      |                                          |                                                    |
| The cranberries                              | 2  | Millor cançó pop rock 2000                                                       | Millor concert 2000                                     |                                                      |                                          |                                                    |
| The new raemon                               | 2  | Millor disc catlà en altres llengües 2009 i 2013                                 |                                                         |                                                      |                                          |                                                    |
| The tyets                                    | 2  | Millor disc per a públic familiar 2022                                           | Millor cançó 2023                                       |                                                      |                                          |                                                    |
| Tomeu Penya                                  | 2  | Millor cançó d'autor 1998 i 2002                                                 |                                                         |                                                      |                                          |                                                    |
| Xarim Aresté                                 | 2  | Millor disc de pop-rock 2016 i 2023                                              |                                                         |                                                      |                                          |                                                    |
| Xavier Baró                                  | 2  | Millor disc cançó d'autor 2005                                                   | Millor disc folk 2015                                   |                                                      |                                          |                                                    |

### Per categories
| CRITICA MUSICAL          | CRITICA MUSICAL          | CRITICA MUSICAL          | CRITICA MUSICAL | CRITICA MUSICAL                        | CRITICA MUSICAL                        | CRITICA MUSICAL                        | CRITICA MUSICAL | CRITICA MUSICAL                              | CRITICA MUSICAL                             | CRITICA MUSICAL                              | CRITICA MUSICAL | CRITICA MUSICAL                   | CRITICA MUSICAL                   | CRITICA MUSICAL                   | CRITICA MUSICAL | CRITICA MUSICAL                            | CRITICA MUSICAL                           | CRITICA MUSICAL                           | CRITICA MUSICAL | CRITICA MUSICAL                              | CRITICA MUSICAL                              | CRITICA MUSICAL                              |
| Millor disc              | Millor disc              | Millor disc              |                 | Millor disc de cançó d'autor           | Millor disc de cançó d'autor           | Millor disc de cançó d'autor           |                 | Millor disc de folk-noves músiques           | Millor disc de folk-noves músiques          | Millor disc de folk-noves músiques           |                 | Millor disc pop rock              | Millor disc pop rock              | Millor disc pop rock              |                 | Millor disc de jazz                        | Millor disc de jazz                       | Millor disc de jazz                       |                 | Millor disc català en altres llengües        | Millor disc català en altres llengües        | Millor disc català en altres llengües        |
| ------------------------ | ------------------------ | ------------------------ | --------------- | -------------------------------------- | -------------------------------------- | -------------------------------------- | --------------- | -------------------------------------------- | ------------------------------------------- | -------------------------------------------- | --------------- | --------------------------------- | --------------------------------- | --------------------------------- | --------------- | ------------------------------------------ | ----------------------------------------- | ----------------------------------------- | --------------- | -------------------------------------------- | -------------------------------------------- | -------------------------------------------- |
| Adrià Puntí              | 2                        | 1998 2016                |                 | Roger Mas                              | 4                                      | 2000 2002 2004 2006                    |                 | Miquel Gil                                   | 2                                           | 2003 2005                                    |                 | Els pets                          | 5                                 | 2000 2002 2008 2014 2019          |                 | Marco Mezquida Trío                        | 2                                         | 2014 2017                                 |                 | Love of lesbian                              | 2                                            | 2006 2008                                    |
| Mishima                  | 2                        | 2011 2018                |                 | Sanjosex                               | 2                                      | 2008 2011                              |                 |                                              |                                             |                                              |                 | Manel                             | 3                                 | 2009 2012 2017                    |                 | Millor disc internacional                  | Millor disc internacional                 | Millor disc internacional                 |                 | The new raemon                               | 2                                            | 2009 2013                                    |
| Manel                    | 2                        | 2012 2020                |                 | Quimi Portet                           | 2                                      | 2013 2017                              |                 |                                              |                                             |                                              |                 | Mishima                           | 3                                 | 2011 2013 2018                    |                 | Coldplay                                   | 2                                         | 2001 2003                                 |                 | Núria Graham                                 | 2                                            | 2016 2018                                    |
|                          |                          |                          |                 | El Petit de Cal Eril                   | 2                                      | 2014 2019                              |                 |                                              |                                             |                                              |                 |                                   |                                   |                                   |                 |                                            |                                           |                                           |                 |                                              |                                              |                                              |
| VOTACIÓ POPULAR          |                          |                          |                 |                                        |                                        |                                        |                 |                                              |                                             |                                              |                 |                                   |                                   |                                   |                 |                                            |                                           |                                           |                 |                                              |                                              |                                              |
| Millor artista o grup    | Millor artista o grup    | Millor artista o grup    |                 | Millor artista o grup de cançó d'autor | Millor artista o grup de cançó d'autor | Millor artista o grup de cançó d'autor |                 | Millor artista o grup folk - noves músiques  | Millor artista o grup folk - noves músiques | Millor artista o grup folk - noves músiques  |                 | Millor artista o grup pop rock    | Millor artista o grup pop rock    | Millor artista o grup pop rock    |                 | Millor artista o grup revelació            | Millor artista o grup revelació           | Millor artista o grup revelació           |                 | Millor artista o grup en llengua no catalana | Millor artista o grup en llengua no catalana | Millor artista o grup en llengua no catalana |
| Sau                      | 2                        | 1994 1995                |                 | Lluís Llach                            | 4                                      | 1998 1999 2003 2006                    |                 | Quico el Célio, el noi i el mut de Ferreries | 4                                           | 1999 2005 2009 2012                          |                 | Lax'n'Busto                       | 3                                 | 2001 2004 2005                    |                 | Glaucs                                     | 2                                         | 1996 1997                                 |                 | Love of lesbian                              | 5                                            | 2010 2011 2015 2017 2018                     |
| Aerosmith                | 2                        | 1994 1995                |                 | Cesk Freixas                           | 4                                      | 2008 2010 2012 2013                    |                 | Le Carrau                                    | 2                                           | 2008 2011                                    |                 | Els Pets                          | 3                                 | 1998 2000 2011                    |                 |                                            |                                           |                                           |                 | Pastora                                      | 2                                            | 2005 2006                                    |
| Txarango                 | 2                        | 2015 2018                |                 | Feliu Ventura                          | 2                                      | 2006 2007                              |                 | Pep Gimeno 'Botifarra'                       | 2                                           | 2010 2012                                    |                 | Obrint pas                        | 3                                 | 2003 2006 2012                    |                 |                                            |                                           |                                           |                 | Rosalia                                      | 2                                            | 2019 2020                                    |
| Els Catarres             | 2                        | 2014 2019                |                 |                                        |                                        |                                        |                 |                                              |                                             |                                              |                 | Gossos                            | 2                                 | 1999 2008                         |                 |                                            |                                           |                                           |                 |                                              |                                              |                                              |
| Millor cançó             | Millor cançó             | Millor cançó             |                 | Millor cançó d'autor                   | Millor cançó d'autor                   | Millor cançó d'autor                   |                 | Millor cançó folk-noves músiques             | Millor cançó folk-noves músiques            | Millor cançó folk-noves músiques             |                 | Millor cançó pop rock             | Millor cançó pop rock             | Millor cançó pop rock             |                 | Millor DVD o documental                    | Millor DVD o documental                   | Millor DVD o documental                   |                 | Millor lletra cançó                          | Millor lletra cançó                          | Millor lletra cançó                          |
| Els pets                 | 2                        | 1995 1996                |                 | Lluís Llach                            | 5                                      | 1999 2000 2001 2003 2006               |                 | Quico el Célio, el noi i el mut de Ferreries | 5                                           | 2005 2009 2012 2014 2018                     |                 | Sopa de cabra                     | 3                                 | 1999 2002 2007                    |                 | Lax'n'busto                                | 2                                         | 2005 2010                                 |                 | Els catarres                                 | 3                                            | 2012 2014 2016                               |
|                          |                          |                          |                 | Tomeu Penya                            | 2                                      | 1998 2002                              |                 | Companyia Elèctrica Dharma                   | 2                                           | 1999 2001                                    |                 | Els pets                          | 2                                 | 1998 2003                         |                 | Sopa de cabra                              | 2                                         | 2004 2012                                 |                 | Els pets                                     | 2                                            | 2005 2008                                    |
|                          |                          |                          |                 | Feliu Ventura                          | 2                                      | 2006 2007                              |                 | Pep Gimeno 'Botifarra'                       | 2                                           | 2010 2012                                    |                 | Lax'n'busto                       | 2                                 | 2001 2009                         |                 |                                            |                                           |                                           |                 | Els amics de les arts                        | 2                                            | 2010 2013                                    |
|                          |                          |                          |                 |                                        |                                        |                                        |                 | Roba estesa                                  | 2                                           | 2017 2019                                    |                 | Whiskyn's                         | 2                                 | 2006 2010                         |                 |                                            |                                           |                                           |                 |                                              |                                              |                                              |
| Millor concert o directe | Millor concert o directe | Millor concert o directe |                 | Millor concert o directe d'autor       | Millor concert o directe d'autor       | Millor concert o directe d'autor       |                 | Millor programa musical de ràdio             | Millor programa musical de ràdio            | Millor programa musical de ràdio             |                 | Millor concert o directe pop rock | Millor concert o directe pop rock | Millor concert o directe pop rock |                 | Millor portada disc                        | Millor portada disc                       | Millor portada disc                       |                 | Millor videoclip                             | Millor videoclip                             | Millor videoclip                             |
| Els pets                 | 4                        | 1996 1997 1998 2003      |                 | Feliu Ventura                          | 2                                      | 2006 2007                              |                 | Catacrac (Catalunya Ràdio)                   | 8                                           | 1994 1995 1996 1997 1998 1999 2000 2003      |                 | Lax'n'busto                       | 3                                 | 2004 2005 2009                    |                 | Lax'n'busto                                | 3                                         | 1996 2006 2009                            |                 | Lax'n'busto                                  | 3                                            | 1994 1996 2001                               |
| Txarango                 | 4                        | 2015 2016 2018 2019      |                 | Lluís Llach                            | 2                                      | 2006 2008                              |                 | 100% (Catalunya Ràdio/Cultura)               | 2                                           | 2001 2002                                    |                 | Obrint pas                        | 2                                 | 2006 2008                         |                 | Obrint pas                                 | 3                                         | 2003 2008 2013                            |                 | Aerosmith                                    | 2                                            | 1994 1995                                    |
| U2                       | 2                        | 1998 2002                |                 | Albert Pla                             | 2                                      | 2004 2009                              |                 | Millor programa musical de TV                | Millor programa musical de TV               | Millor programa musical de TV                |                 | Txarango                          | 2                                 | 2013 2014                         |                 | Gossos                                     | 2                                         | 1997 1998                                 |                 | Gossos                                       | 2                                            | 1998 2000                                    |
|                          |                          |                          |                 | Cesk Freixas                           | 2                                      | 2011 2013                              |                 | Sputnik TV (canal 33)                        | 9                                           | 1994 1995 1996 1997 1998 1999 2000 2001 2002 |                 | Millor web                        | Millor web                        | Millor web                        |                 | Fes-te fotre                               | 2                                         | 1999 2001                                 |                 | Sopa de cabra                                | 2                                            | 1999 2002                                    |
|                          |                          |                          |                 |                                        |                                        |                                        |                 |                                              |                                             |                                              |                 | rockcatala.com                    | 2                                 | 2002 2003                         |                 | Els amics de les arts                      | 2                                         | 2010 2015                                 |                 | Es amics de les arts                         | 2                                            | 2011 2013                                    |
|                          |                          |                          |                 |                                        |                                        |                                        |                 |                                              |                                             |                                              |                 |                                   |                                   |                                   |                 | Els catarres                               | 2                                         | 2014 2016                                 |                 | Buhos                                        | 2                                            | 2017 2020                                    |
| Millor disc              | Millor disc              | Millor disc              |                 | Millor disc de canció d'autor          | Millor disc de canció d'autor          | Millor disc de canció d'autor          |                 | Millor disc de folk-noves músiques           | Millor disc de folk-noves músiques          | Millor disc de folk-noves músiques           |                 | Millor disc pop rock              | Millor disc pop rock              | Millor disc pop rock              |                 | Millor disc de clàssica                    | Millor disc de clàssica                   | Millor disc de clàssica                   |                 | Millor sala de concerts                      | Millor sala de concerts                      | Millor sala de concerts                      |
| Sau                      | 2                        | 1994 1995                |                 | Lluís Llach                            | 5                                      | 1999 2000 2001 2003 2006               |                 | Quico el Célio, el noi i el mut de Ferreries | 3                                           | 2002 2009 2012                               |                 | Els pets                          | 4                                 | 1998 2000 2005 2011               |                 | La Simfònica de Cobla i Corda de Catalunya | 3                                         | 2017 2018 2019                            |                 | La mirona (Salt)                             | 7                                            | 2004 2005 2006 2009 2013 2015 2017           |
| Els pets                 | 2                        | 1995 1997                |                 | Feliu Ventura                          | 2                                      | 2006 2007                              |                 | Ebri Knight                                  | 3                                           | 2014 2016 2018                               |                 | Lax'n'busto                       | 3                                 | 1999 2001 2004                    |                 | Millor disc infantil                       | Millor disc infantil                      | Millor disc infantil                      |                 | Zeleste (Barcelona)                          | 5                                            | 1994 1995 1996 1997 1998                     |
|                          |                          |                          |                 | Gerard Quintana                        | 2                                      | 2008 2010                              |                 | Companyia Elèctrica Dharma                   | 2                                           | 1999 2001                                    |                 | Els catarres                      | 3                                 | 2014 2016 2019                    |                 | Macedònia                                  | 2                                         | 2018 2019                                 |                 | Bikini (Barcelona)                           | 4                                            | 1999 2000 2001 2007                          |
|                          |                          |                          |                 | Joan Dausà                             | 2                                      | 2017 2019                              |                 | Mesclat                                      | 2                                           | 2003 2005                                    |                 | Txarango                          | 3                                 | 2013 2015 2018                    |                 | Millor disc de hip-hop i músiques urbanes  | Millor disc de hip-hop i músiques urbanes | Millor disc de hip-hop i músiques urbanes |                 | Apolo (Barcelona)                            | 4                                            | 2008 2010 2012 2016                          |
|                          |                          |                          |                 |                                        |                                        |                                        |                 | Pep Gimeno 'Botifarra'                       | 2                                           | 2010 2012                                    |                 | Bruce Springsteen                 | 2                                 | 2003 2004                         |                 | Lildami                                    | 2                                         | 2019 2020                                 |                 | Razzmatazz (Barcelona)                       | 2                                            | 2002 2003                                    |
|                          |                          |                          |                 |                                        |                                        |                                        |                 | Toni Xuclà                                   | 2                                           | 2000 2015                                    |                 | Oques grasses                     | 2                                 | 2017 2020                         |                 |                                            |                                           |                                           |                 |                                              |                                              |                                              |